# Parco nazionale del Gran Sasso e Monti della Laga
Il parco nazionale Gran Sasso e Monti della Laga è un parco nazionale istituito nel 1991. Terza riserva naturale protetta più grande d'Italia per estensione territoriale, è situato per la maggior parte in Abruzzo (provincia dell'Aquila, Pescara e Teramo), risultando uno dei tre parchi nazionali presenti nel territorio regionale, e in misura minore nelle zone adiacenti del Lazio (provincia di Rieti) e delle Marche (provincia di Ascoli Piceno).

## Descrizione

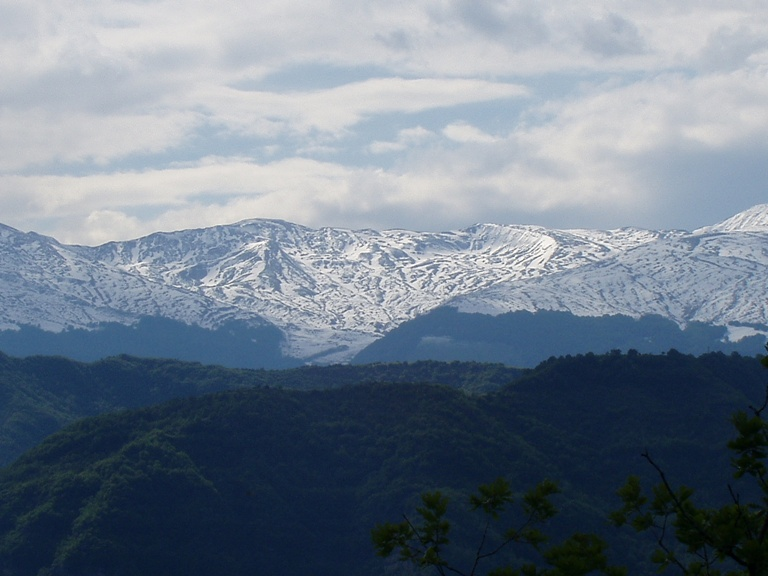
Monti della Laga

Il parco si estende per una superficie di circa 141.341 ettari su un terreno prevalentemente montuoso, comprendente il massiccio del Gran Sasso d'Italia e la catena dei Monti della Laga, posta poco più a nord di questo lungo la stessa dorsale orientale dell'Appennino centrale abruzzese. Il territorio del parco è diviso in 12 distretti:
- Campo Imperatore, zona dell'alta valle dell'Aterno, il cui cuore è tra Assergi e Rocca Calascio.
- Tra i due regni, a cavallo del vecchio confine tra lo Stato Pontificio ed il Regno delle Due Sicilie (da cui il nome); il distretto si trova nei comuni di Campli, Civitella del Tronto, Torricella Sicura e Valle Castellana.
- Cascate e boschi, si trova sul versante teramano dei Monti della Laga.
- Strada Maestra, comprende il tracciato della vecchia Strada statale 80 del Gran Sasso d'Italia.
- Valle Siciliana, prende il nome risalente dalla via Cecilia che lo attraversava a nord.
- Valle delle Grandi Abbazie, prende il nome dal grande numero di antiche chiese della zona teramana della Valle del Vomano, che è possibile visitare negli itinerari delle località presenti. Il territorio è quello di Castel Castagna, Morro d'Oro, Canzano e Notaresco.
- Valle del Tirino, prende il nome dal fiume che attraversa i comuni di Capestrano, Bussi sul Tirino e Ofena.
- Terre della Baronia, contenente numerosi borghi caratteristici dell'Abruzzo, tra cui Santo Stefano di Sessanio, Calascio e Castelvecchio Calvisio.
- Alte vette, zona elevata del circondario dell'Aquila, comprendente il territorio di Assergi.
- Alta valle dell'Aterno, comprendente i territori di Barisciano, Calascio e Assergi.
- Sorgenti del Tronto, presso i comuni di Amatrice e Accumoli.
- Via del Sale, antica via romano-picena, comprendente i territori della Val Vomano, attraversando il valico Sella di Corno (Antrodoco-L'Aquila), poi il passo delle Capannelle (Montorio al Vomano), l'area di Teramo fino al porto di Giulianova.

Il parco ricadeva nei territori delle ormai abolite Comunità montana Gran Sasso, Comunità montana Campo Imperatore-Piana di Navelli, Comunità montana della Laga, Comunità montana del Velino e Comunità montana del Tronto.

### Comuni
- Provincia dell'Aquila

Barete, Barisciano, Cagnano Amiterno, Calascio, Campotosto, Capestrano, Capitignano, Carapelle Calvisio, Castel del Monte, Castelvecchio Calvisio, L'Aquila, Montereale, Ofena, Pizzoli, Santo Stefano di Sessanio, Villa Santa Lucia degli Abruzzi
- Provincia di Teramo

Arsita, Campli, Castelli, Civitella del Tronto, Cortino, Crognaleto, Fano Adriano, Isola del Gran Sasso d'Italia, Montorio al Vomano, Pietracamela, Rocca Santa Maria, Torricella Sicura, Tossicia, Valle Castellana.
- Provincia di Pescara

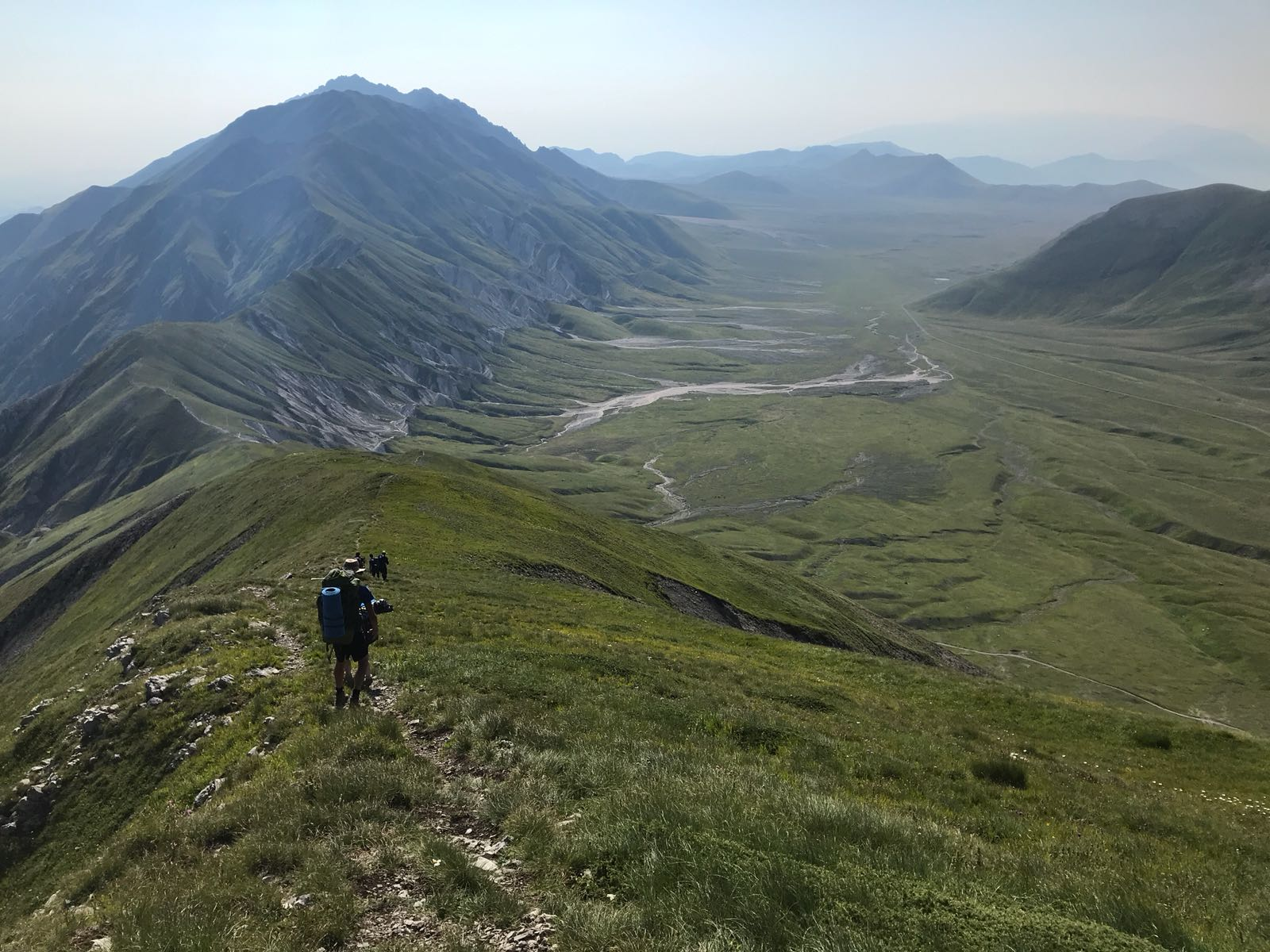
Campo Imperatore in estate

Brittoli, Bussi sul Tirino, Carpineto della Nora, Castiglione a Casauria, Civitella Casanova, Corvara, Farindola, Montebello di Bertona, Pescosansonesco, Villa Celiera
- Provincia di Rieti

Accumoli, Amatrice
- Provincia di Ascoli Piceno

Acquasanta Terme, Arquata del Tronto

### Riserve naturali
- Riserva naturale del Corno Grande di Pietracamela
- Riserva naturale del Lago di Campotosto
- Riserva regionale Voltigno e Valle d'Angri

## Ambiente

### Flora

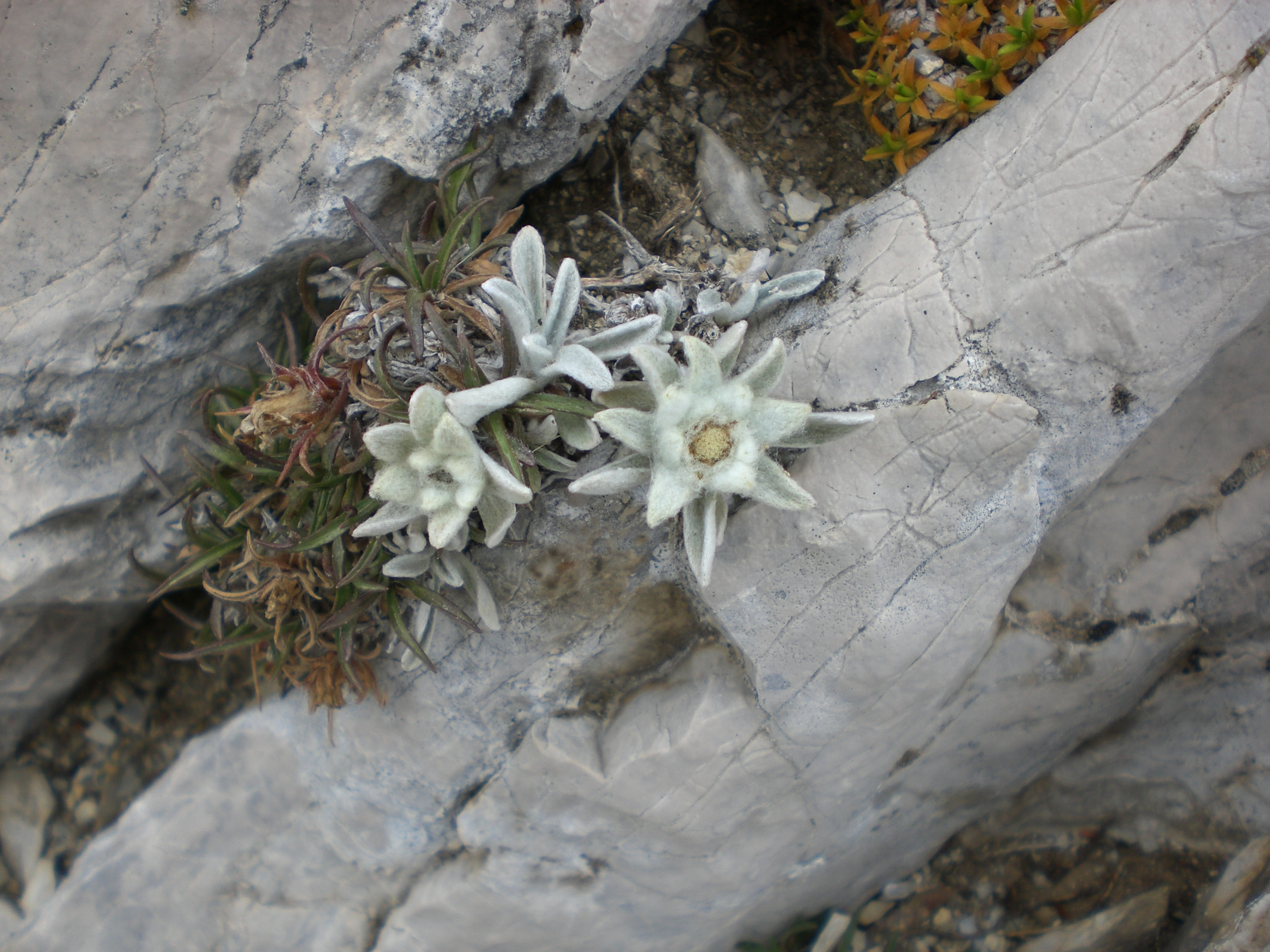
Stella Appenninica del Gran Sasso

La flora del Parco nazionale del Gran Sasso d'Italia e Monti della Laga è estremamente varia a seconda della zona e della quota d'interesse: andando dalla  parte sud-est della catena del Gran Sasso d'Italia, versante aquilano, verso la parte nord-ovest, versante teramano, troviamo un ambiente totalmente diverso. Infatti nella zona a sud-est i boschi sono presenti solo a quote relativamente basse e sono composti principalmente da pino nero e querce (zona di Castel Del Monte, Santo Stefano di Sessanio, Barisciano e San Pio delle Camere). Più in alto si trovano soltanto pascoli e solo nella zona di Fonte Vetica troviamo un piccolo tratto con alcuni abeti e betulle.
Le piante che possiamo tipicamente trovare dalle quote medie in giù sono cerri, roverelle, ornielli, maggiociondoli, meli selvatici, cornioli, genziana (davvero abbondante sul Gran Sasso sul versante aquilano e che rappresenta una specie protetta sebbene raccolta dai locali per produrre il famoso liquore alla genziana) e ginepro (anch'esso protetto e presente soprattutto sulla cima di Pizzo Cefalone). Nella zona alta e nella piana di Campo Imperatore il terreno presenta invece solo pascoli.

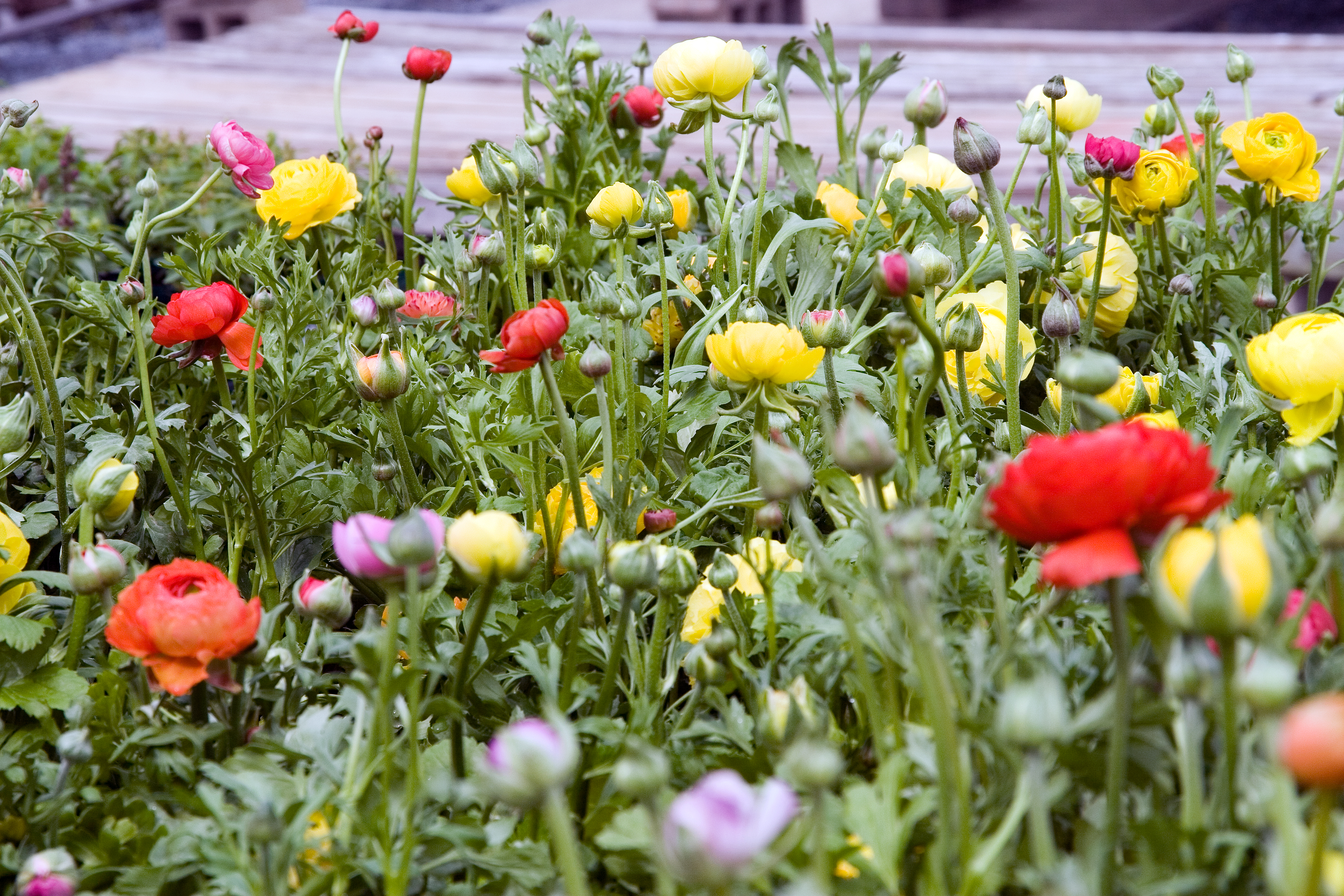
Ranuncolo

Nella zona più a nord del Gran Sasso, versante teramano, troviamo principalmente faggeti, con boschi sterminati che rendono la zona davvero suggestiva, soprattutto nella zona di Pietracamela, paesino situato ai piedi del Corno Piccolo, raggiungibile esclusivamente tramite la statale 80, se provenienti da Teramo, ovvero dal passo delle Capannelle provenendo dall'Aquila.
Tra gli alberi presenti troviamo alberi di tasso, agrifoglio, acero di monte, sorbo montano e numerosi nuclei di abete bianco.
Esistono alcune specie di vegetali che meritano una menzione particolare: questi sono il salice erbaceo, la stella alpina dell'Appennino (piuttosto frequente sul Gran Sasso e che rappresenta una specie estremamente protetta), il ranuncolo magellense, la primula orecchia d'orso ma anche l'adonide curvata, il papavero alpino, l'astragalo aquilano, la soldanella alpina e l'anemone dell'Appennino.
Nella zona di Campo Imperatore e nella zona di Montecristo, durante l'autunno, è facile trovare il fungo prataiolo (Agaricus Campestris) molto ricercato nella zona. Esistono anche molte altre specie di funghi come i porcini e le morette tra i boschi che popolano l'intero parco. Sui Monti della Laga sono presenti numerosi boschi di faggi, abeti bianchi, querce, castagni, aceri, tassi, tigli, frassini, olmi, agrifoglio e rare foreste di betulle. Sono presenti anche orchidee rare come l'orchidea epipogio senza foglia.

### Fauna

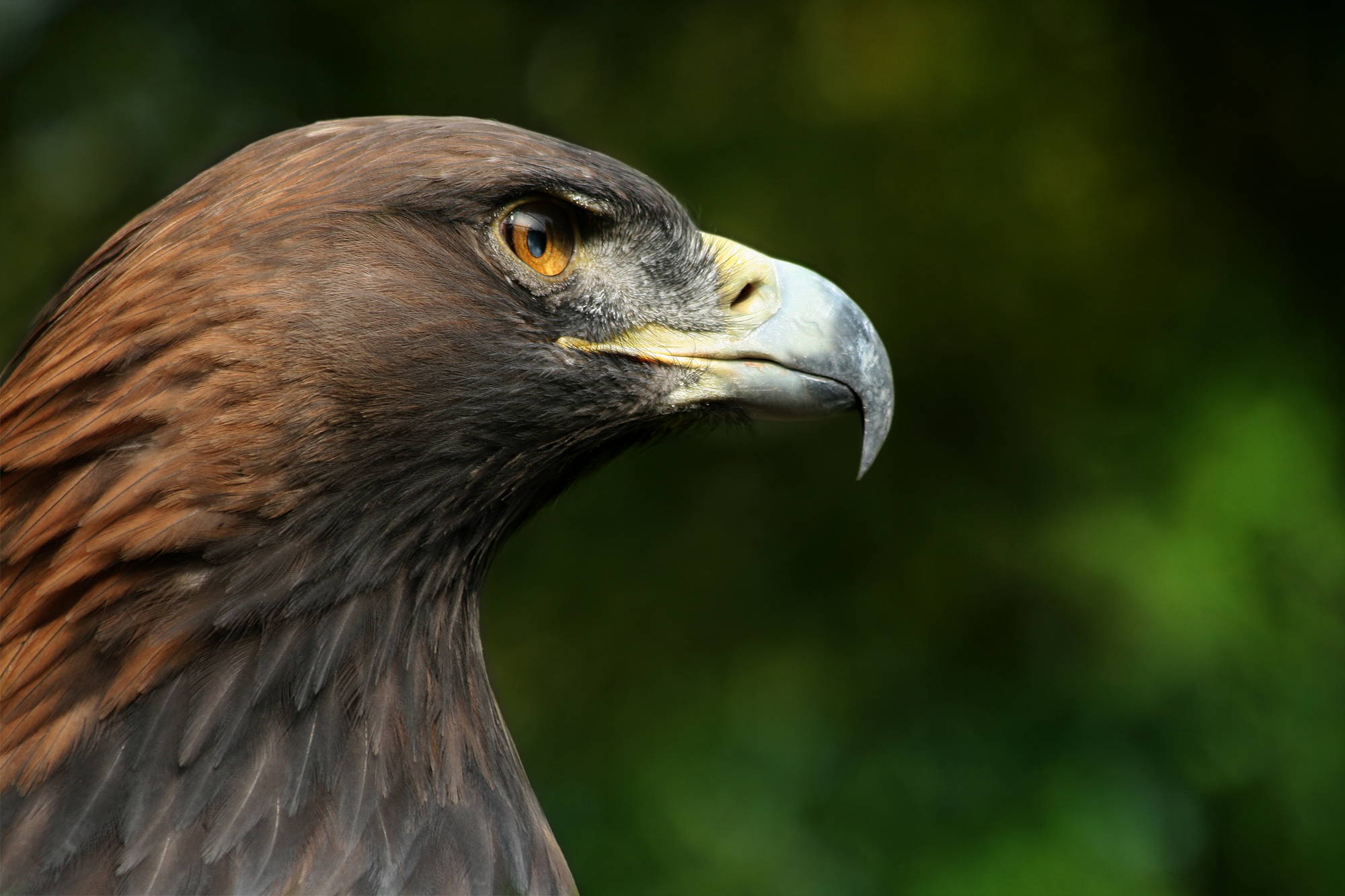
Aquila reale

L'area protetta è abitata anche da numerosi mammiferi e uccelli. La specie più interessante del Parco è rappresentata dal camoscio d'Abruzzo, ungulato endemico degli Appennini, che aveva nel Gran Sasso una sua roccaforte finché la persecuzione diretta dei “cacciatori di camozze” ne causò, sul finire del '800, la scomparsa. Dopo cento anni il camoscio è tornato sul Gran Sasso grazie ad una riuscita operazione di reintroduzione (tra il 1992 ed il 1999) ed una popolazione che era stimata nel 2015 intorno ai 662 esemplari e nel 2021 in circa 1.200.
Nel territorio del Parco vivono altri grossi erbivori come il cervo (reintrodotto nel 2004) e il capriolo, ed il loro predatore per eccellenza, il lupo appenninico, che va ricostituendo piccoli branchi. Da qualche tempo fa apparizioni sporadiche anche l'orso bruno marsicano, con esemplari maschi erranti (2 nel 2021 secondo il Rapporto Orso marsicano): il parco è idoneo, secondo alcune ricerche del Ministero dell'Ambiente, ad ospitare una popolazione ursina di 20 - 30 esemplari, di cui 9 femmine riproduttive. 

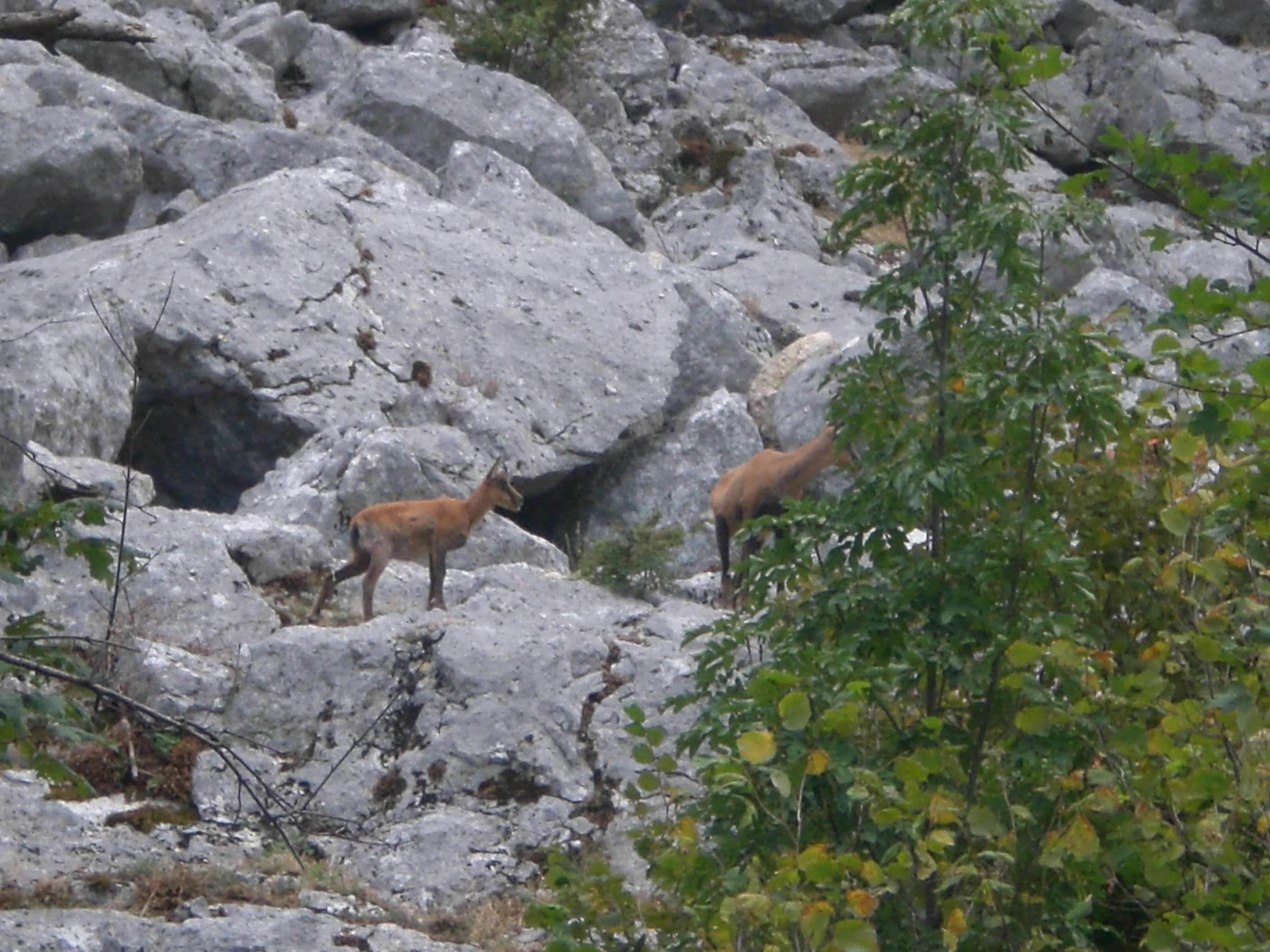
Camoscio d'Abruzzo

Tra gli altri mammiferi sono presenti la volpe, il cinghiale, la martora, il gatto selvatico, il tasso, la faina, la puzzola, l'istrice e diverse altre specie di roditori. Alle quote più elevate, l'arvicola delle nevi, un piccolo roditore, è arrivato con l'ultima glaciazione e qui rimasto come relitto glaciale.
Tra gli uccelli troviamo rapaci rari come l'aquila reale, l'astore, il falco pellegrino, il lanario, il gheppio, il lodolaio e il gufo reale. L'avifauna più rappresentativa è quella delle alte quote, con le popolazioni appenniniche più numerose di fringuello alpino, spioncello, pispola e sordone. Sono presenti anche la coturnice, il codirossone, il gracchio alpino e quello corallino, con popolazioni numericamente rilevanti su scala europea. Sono stati avvistati dagli abitanti del luogo anche diversi esemplari di airone nei pressi del lago di Campotosto e nel comune di Crognaleto.
I pascoli, le aree più in basso e i coltivi tradizionali ospitano specie come l'ortolano, la cappellaccia, il calandro, la passera lagia e l'averla piccola, forse meno vistose, ma estremamente interessanti sotto l'aspetto biogeografico ed in rapido declino in Europa.

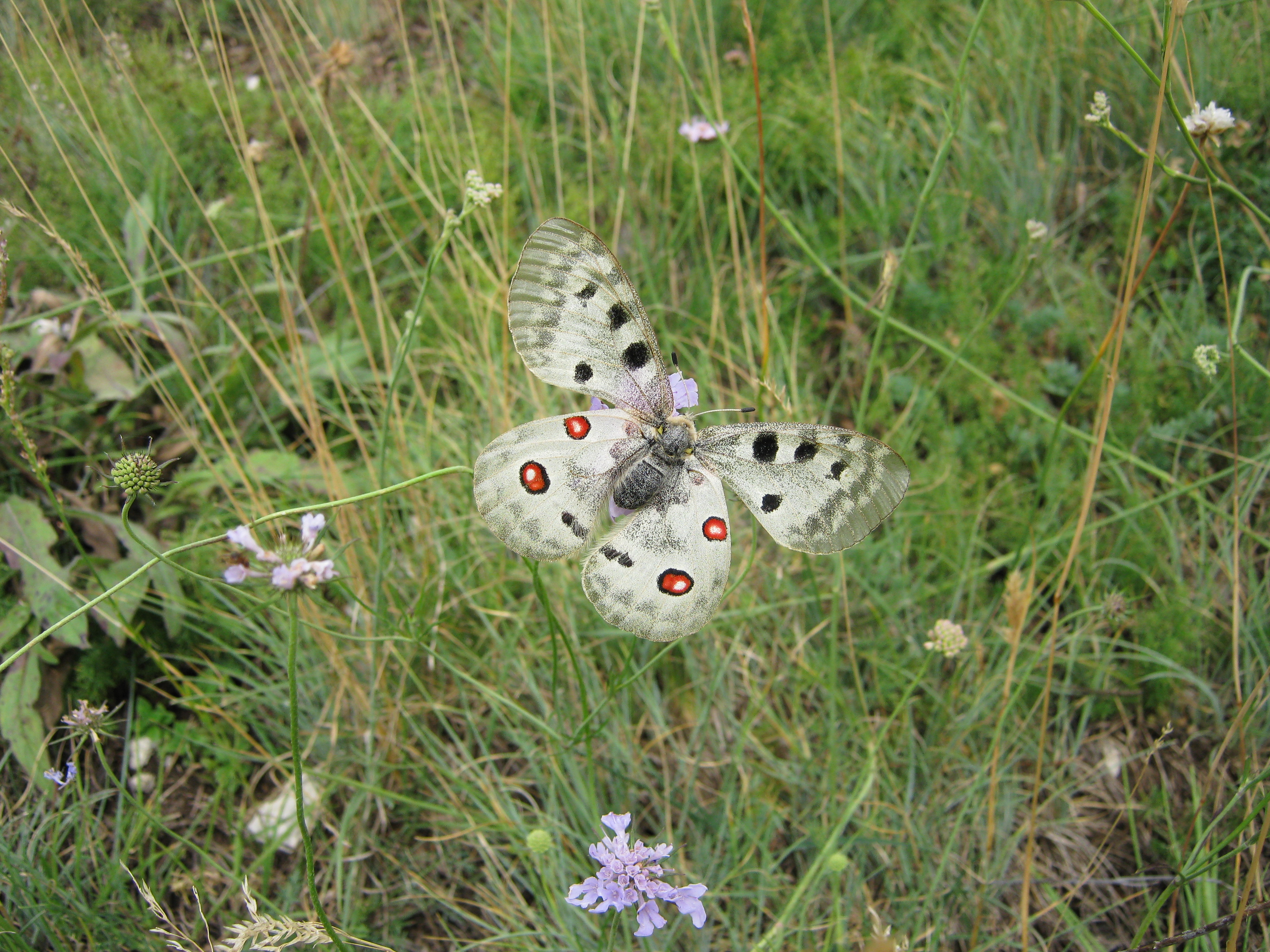
Farfalla apollo

Le praterie di quota sono invece l'habitat ideale per la vipera dell'Orsini, un piccolo serpente che si nutre di insetti, presente con la più consistente popolazione nazionale. Tra le altre specie di serpenti sono da ricordare il colubro di Esculapio e la Coronella austriaca. Interessante il popolamento di anfibi, con endemismi appenninici quali la salamandrina dagli occhiali e il geotritone, abitante delle grotte. Sui Monti della Laga è molto localizzata la presenza della Rana temporaria e del tritone alpestre, che in tutto l'Appennino centro-meridionale, oltre che nel Parco, si possono osservare solo in una ristretta area della Calabria. Sono presenti anche i tritoni: crestato e comune.
L'interesse biogeografico del Parco è confermato dalla presenza di fauna invertebrata come insetti e altri gruppi ricchi di entità endemiche o a carattere relittuale, a volte con affinità con la fauna alpina e con quella montana dell'Europa orientale.

## Monumenti e luoghi d'interesse

### Abruzzo
Borghi e città

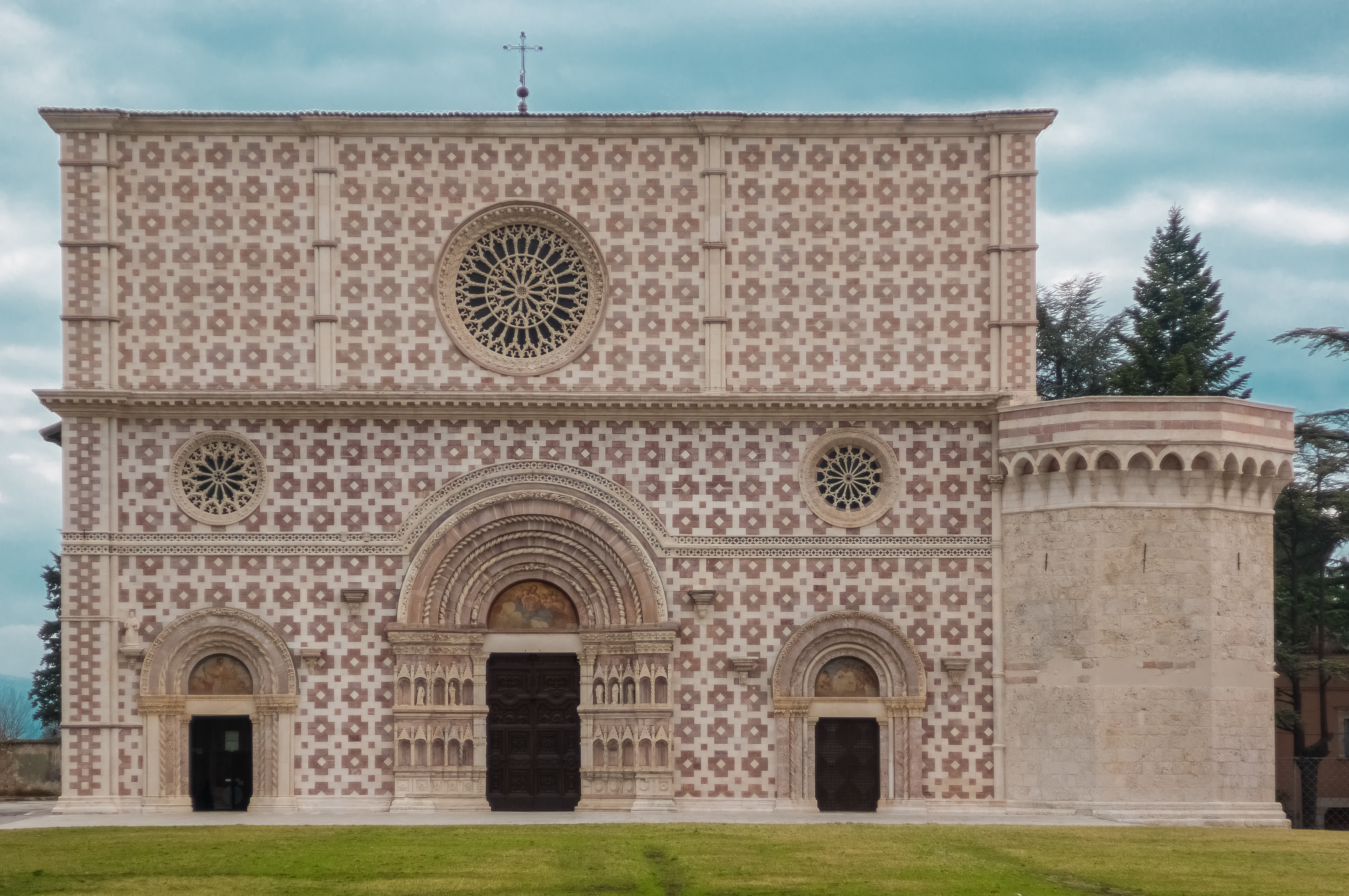
Basilica di Santa Maria di Collemaggio (L'Aquila)

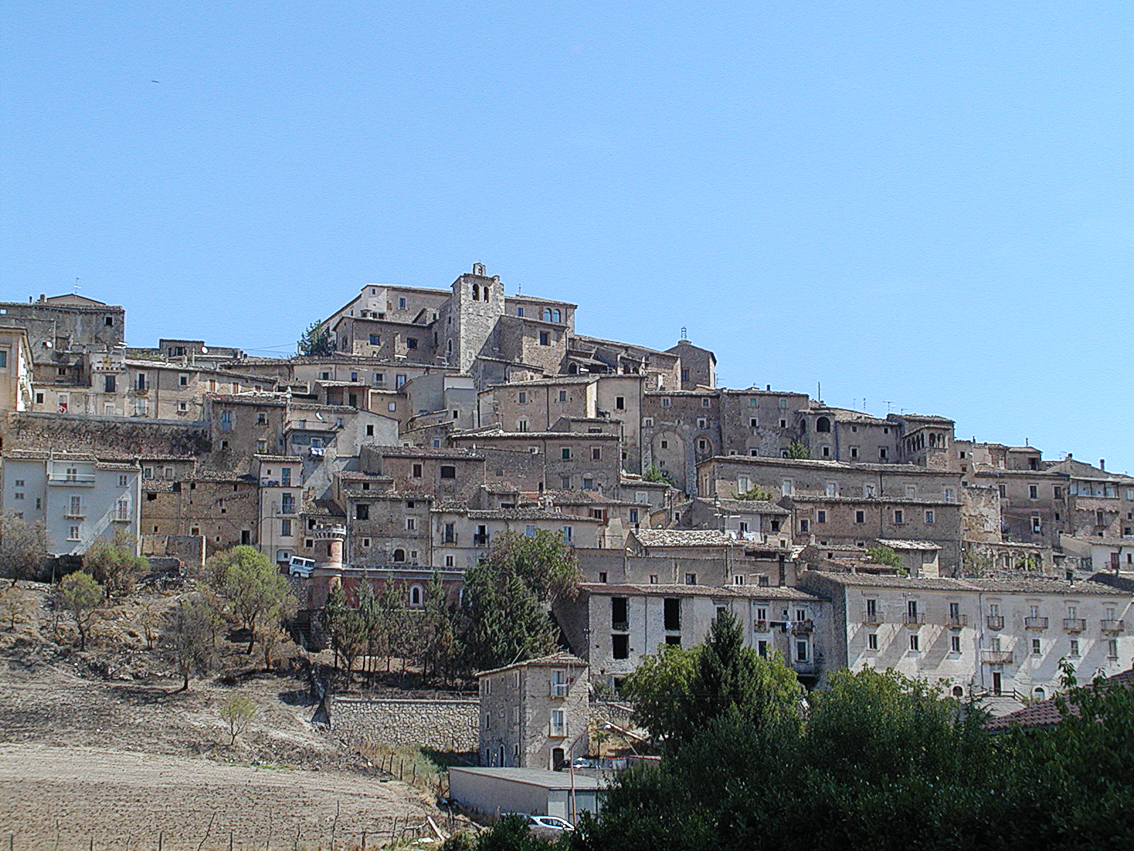
Borgo di Navelli

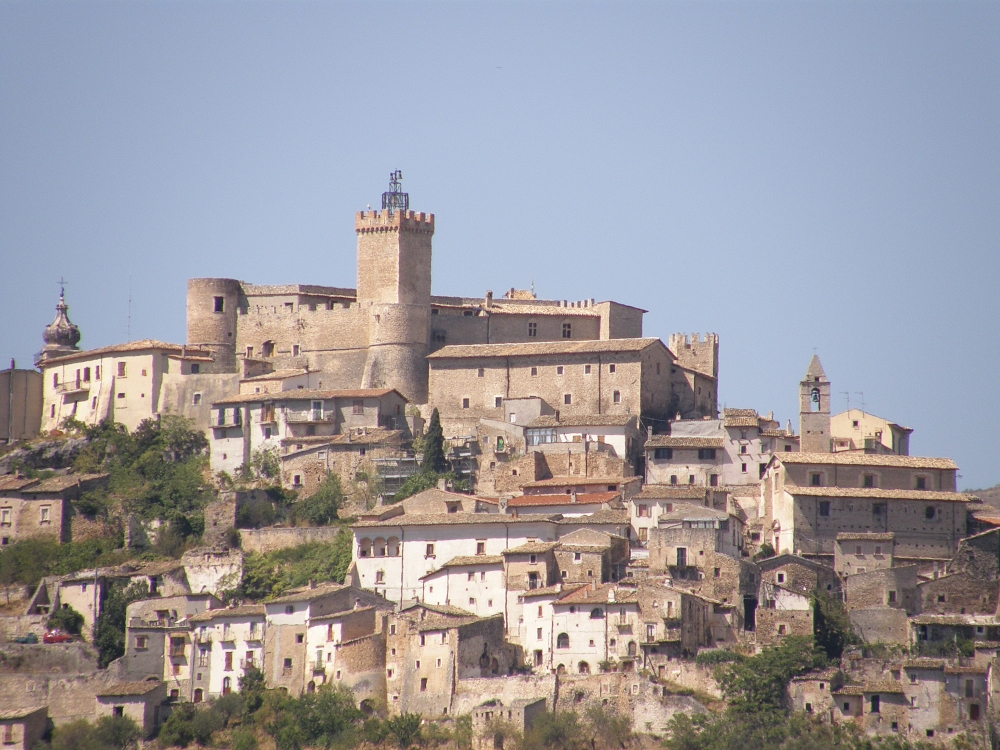
Borgo di Capestrano con in vista il castello mediceo (o Piccolomini)

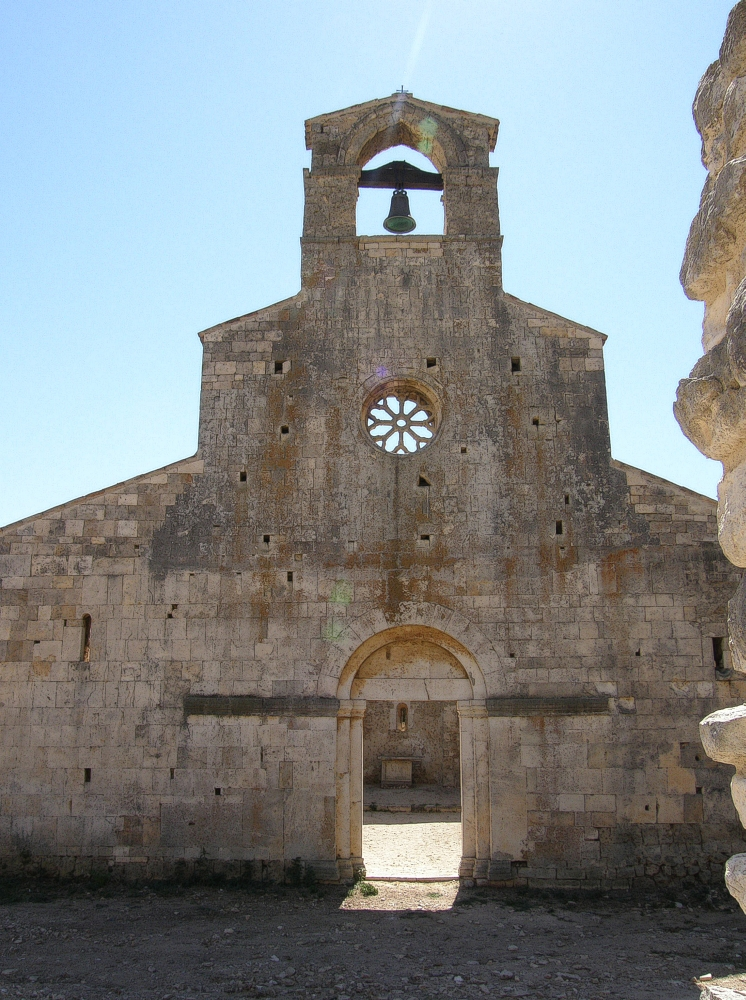
Tempio di Santa Maria di Cartignano (Bussi sul Tirino)

Il Parco nazionale costeggia i territori della conca aquilana, del Campo Imperatore e della Piana di Navelli.

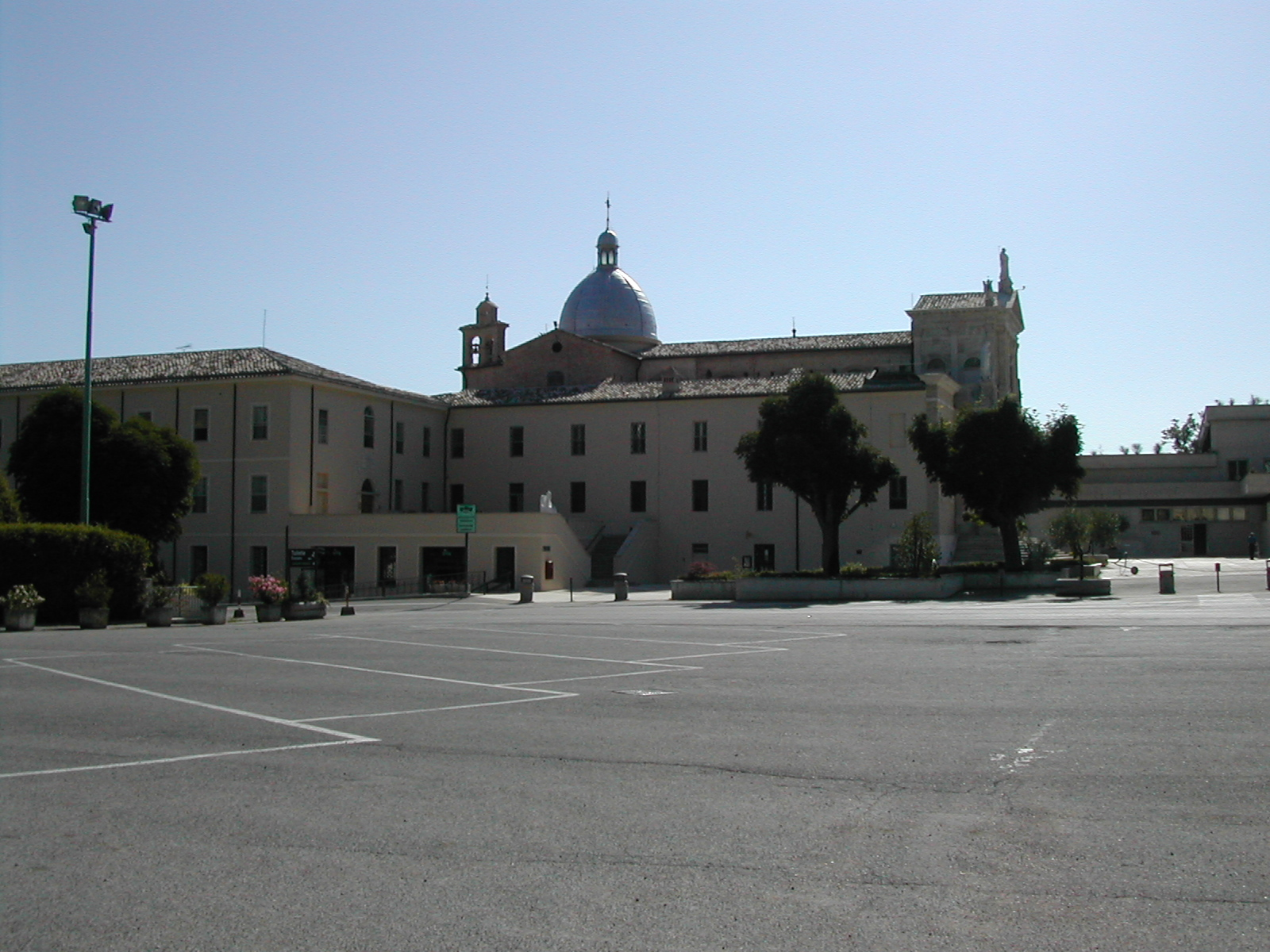
Il Santuario di San Gabriele dell'Addolorata (Isola del Gran Sasso)

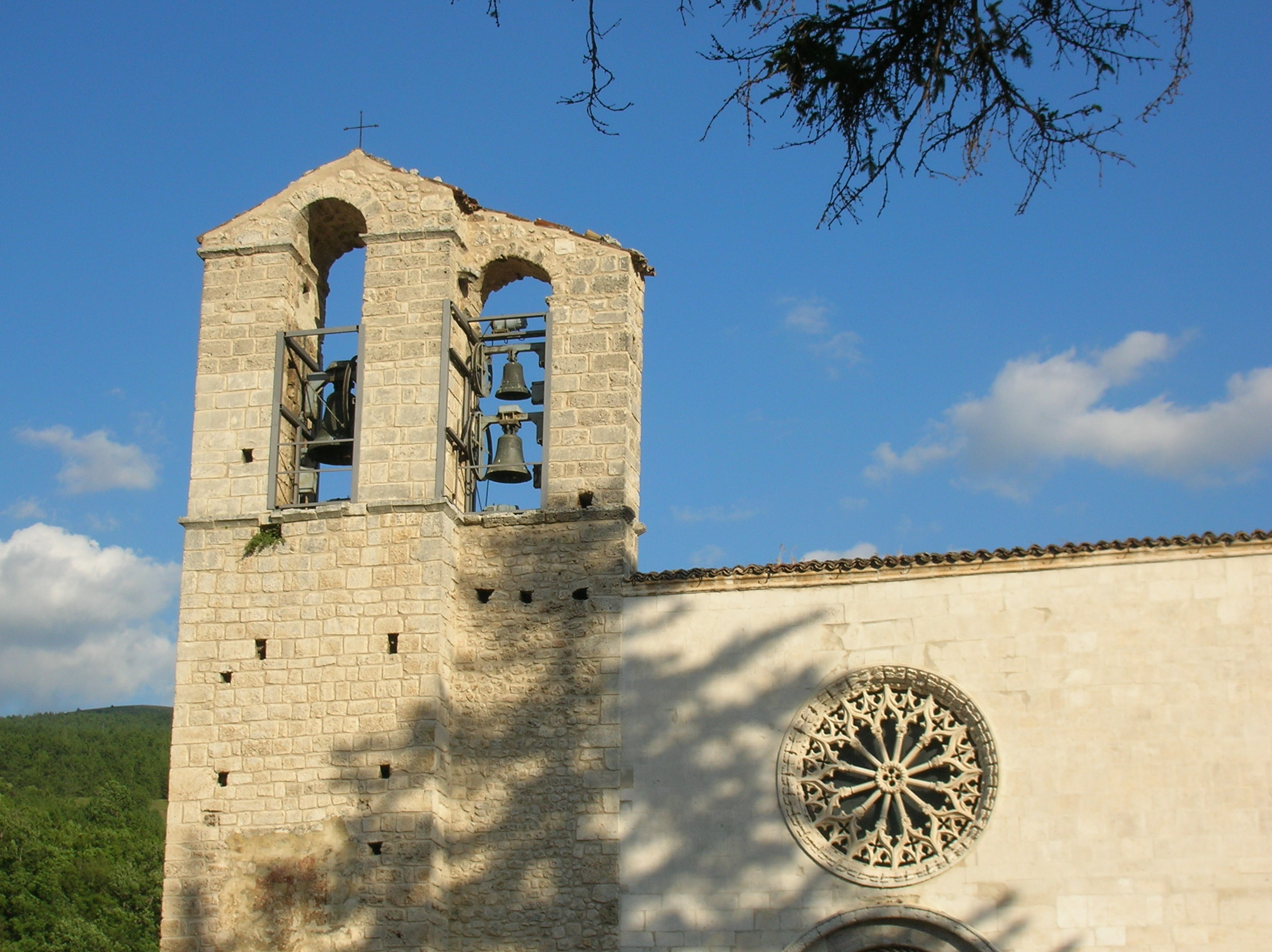
Assergi

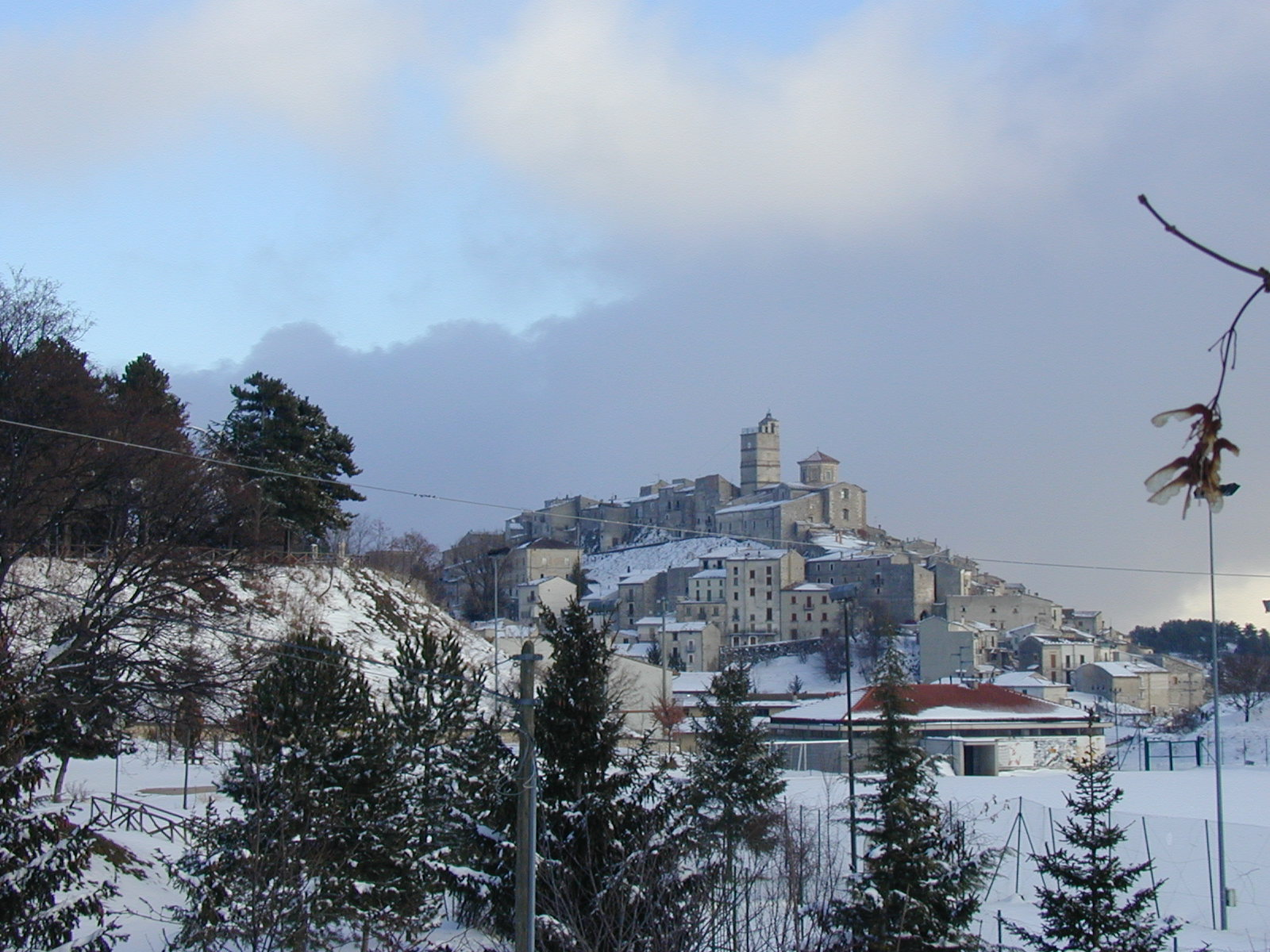
Castel del Monte

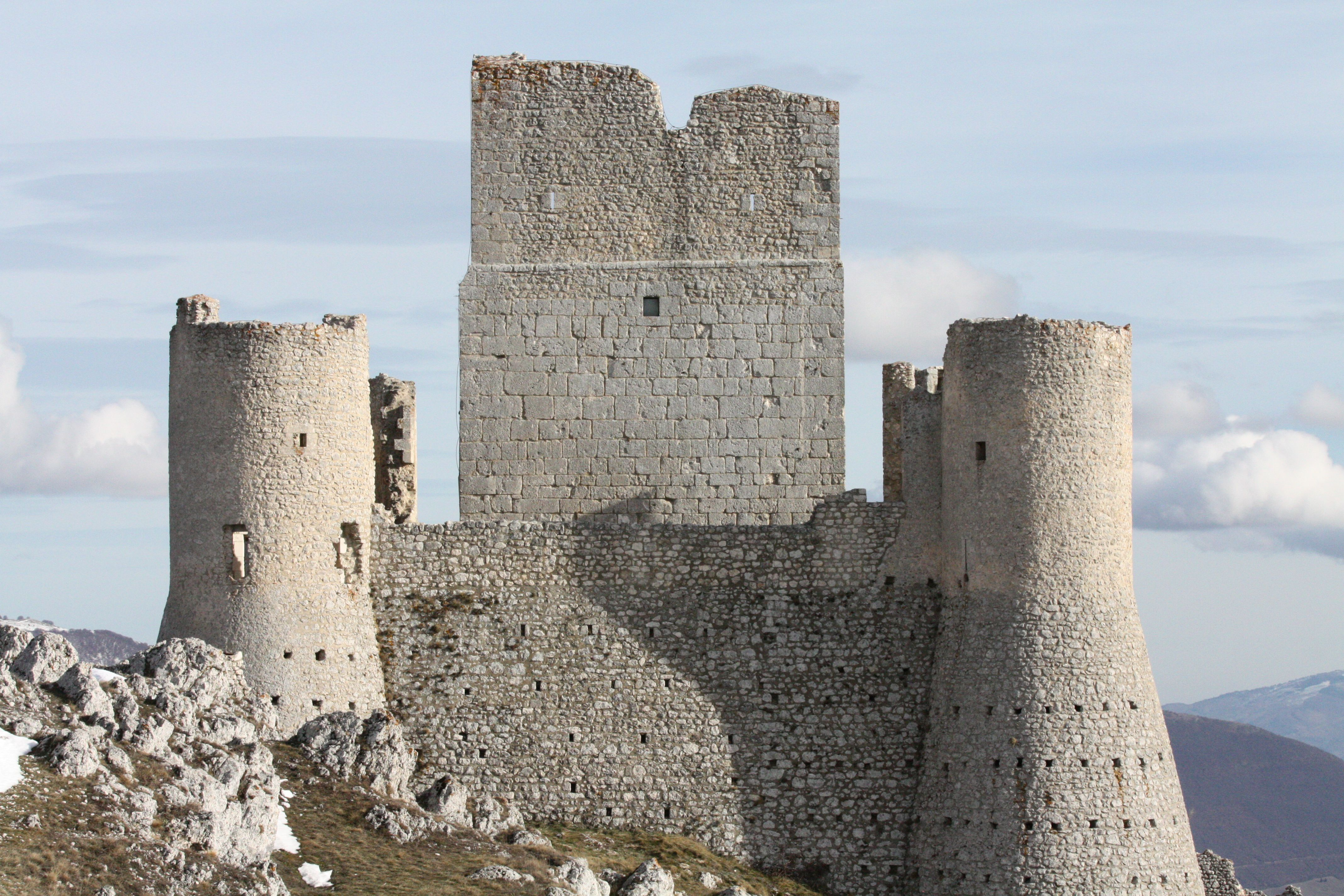
Castello di Rocca Calascio

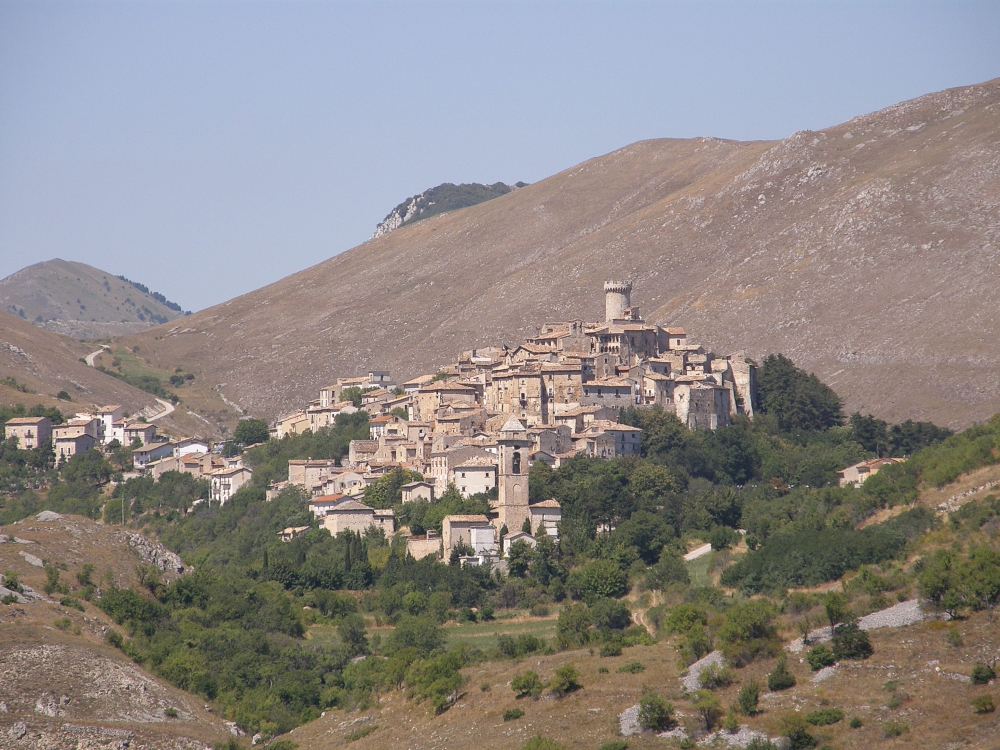
Santo Stefano di Sessanio

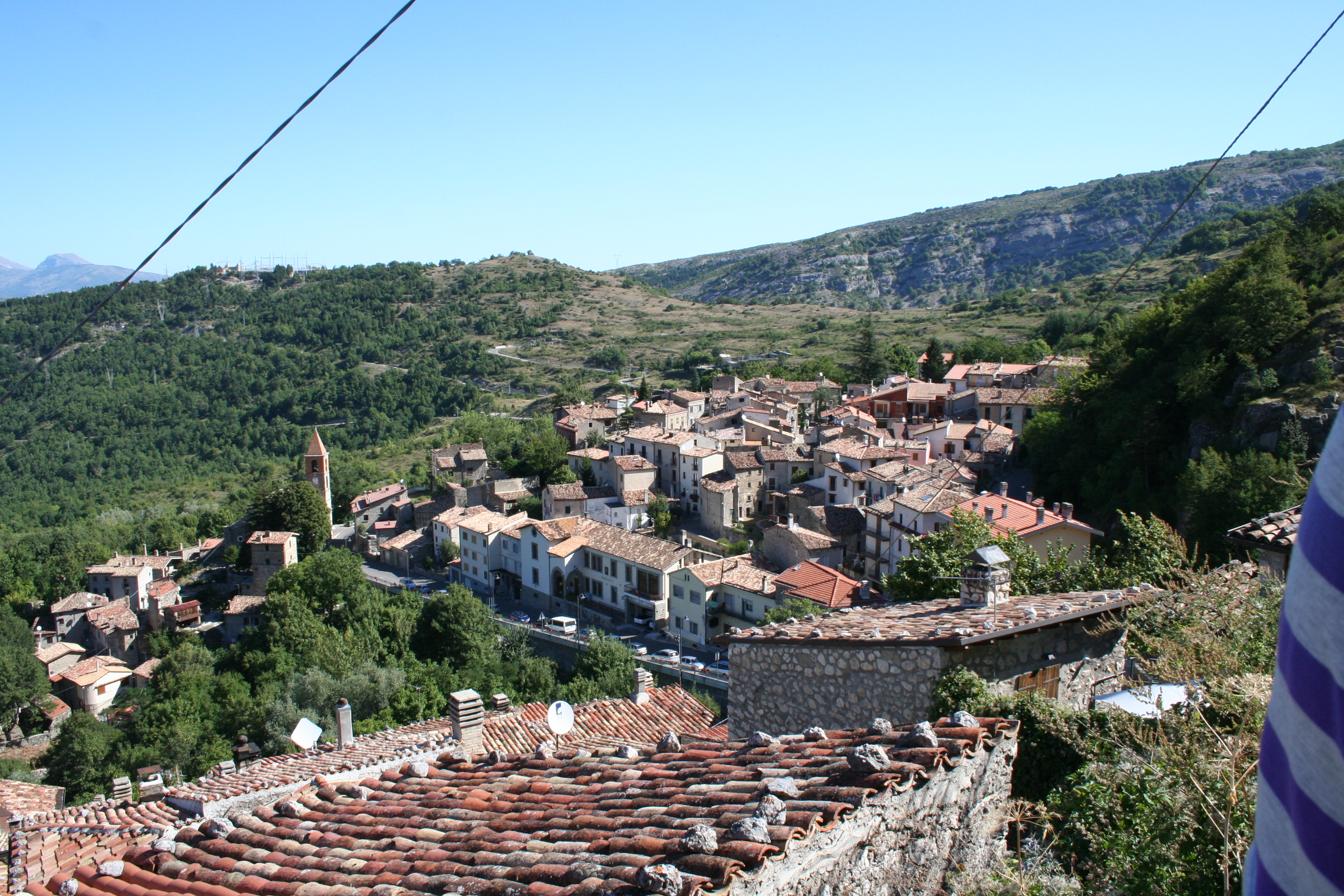
Pietracamela

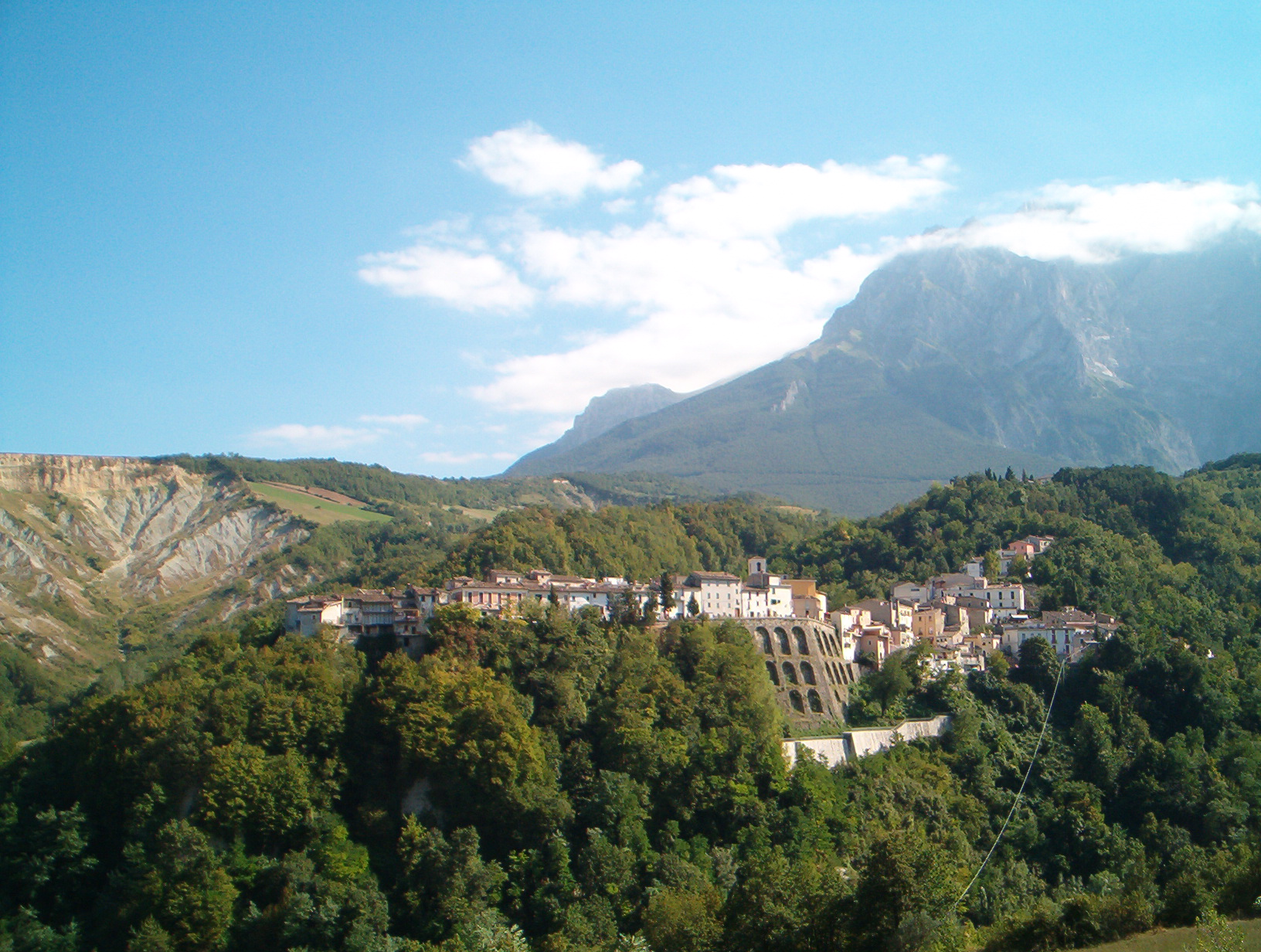
Castelli

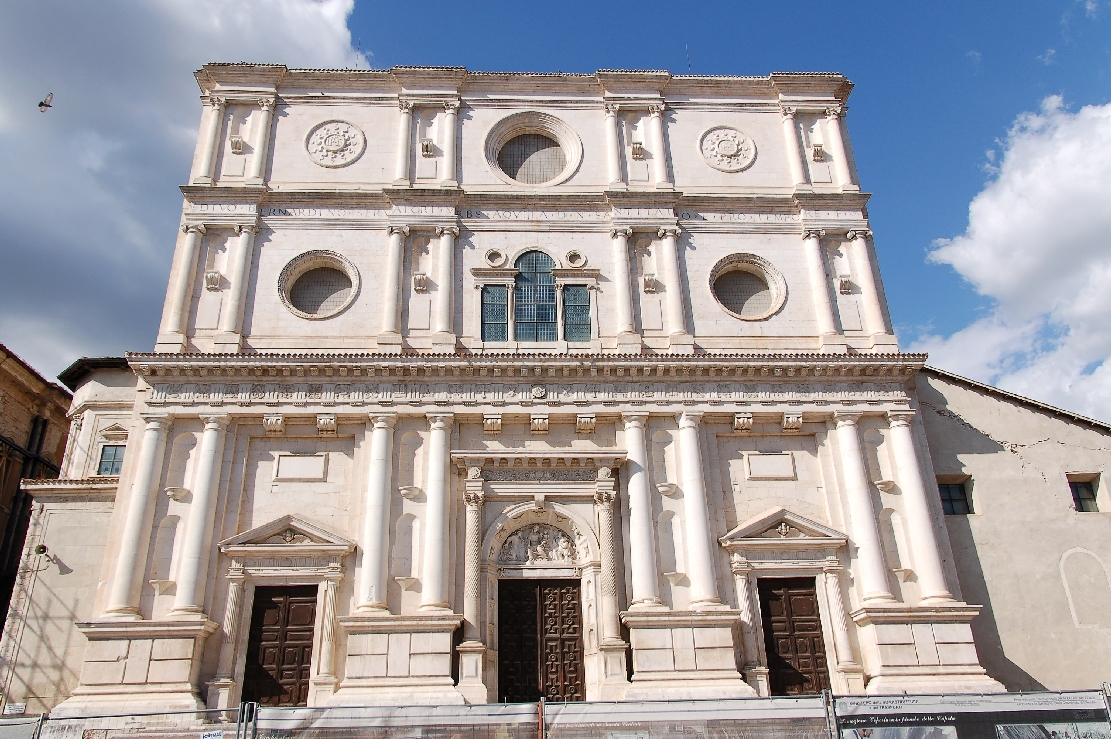
Basilica di San Bernardino

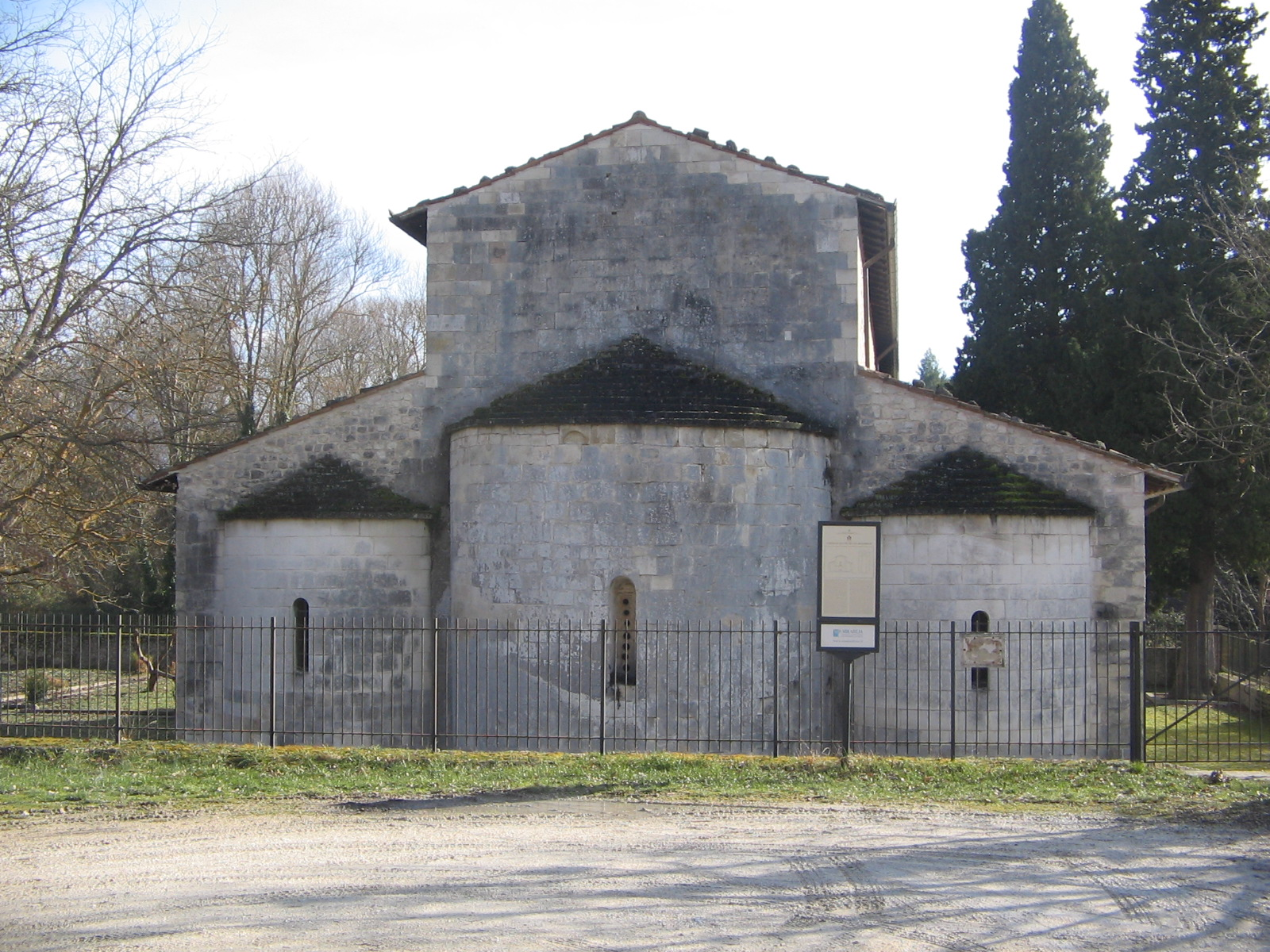
Abbazia di San Pietro ad Oratorium (Capestrano)

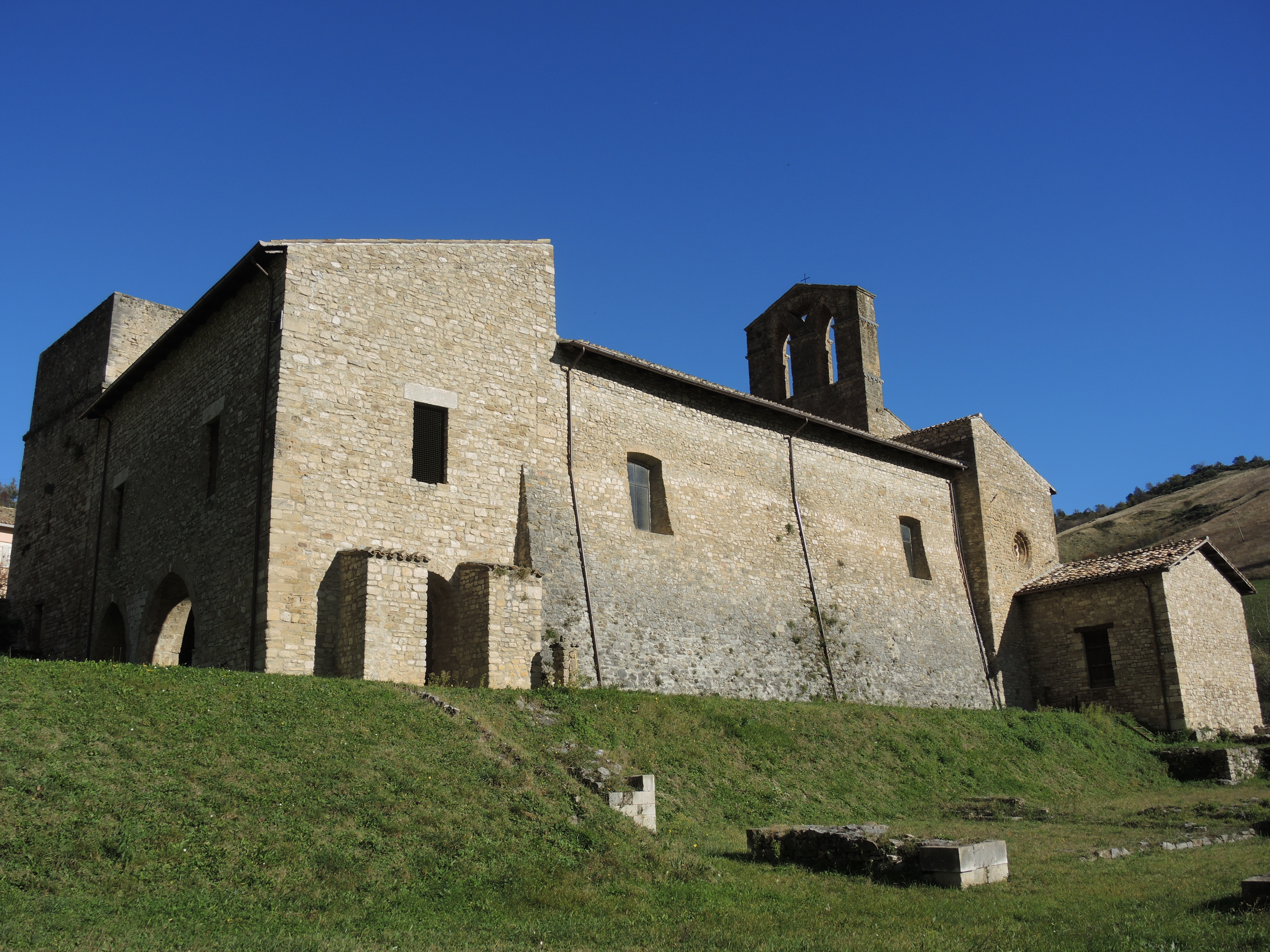
Abbazia di San Bartolomeo (Carpineto della Nora)

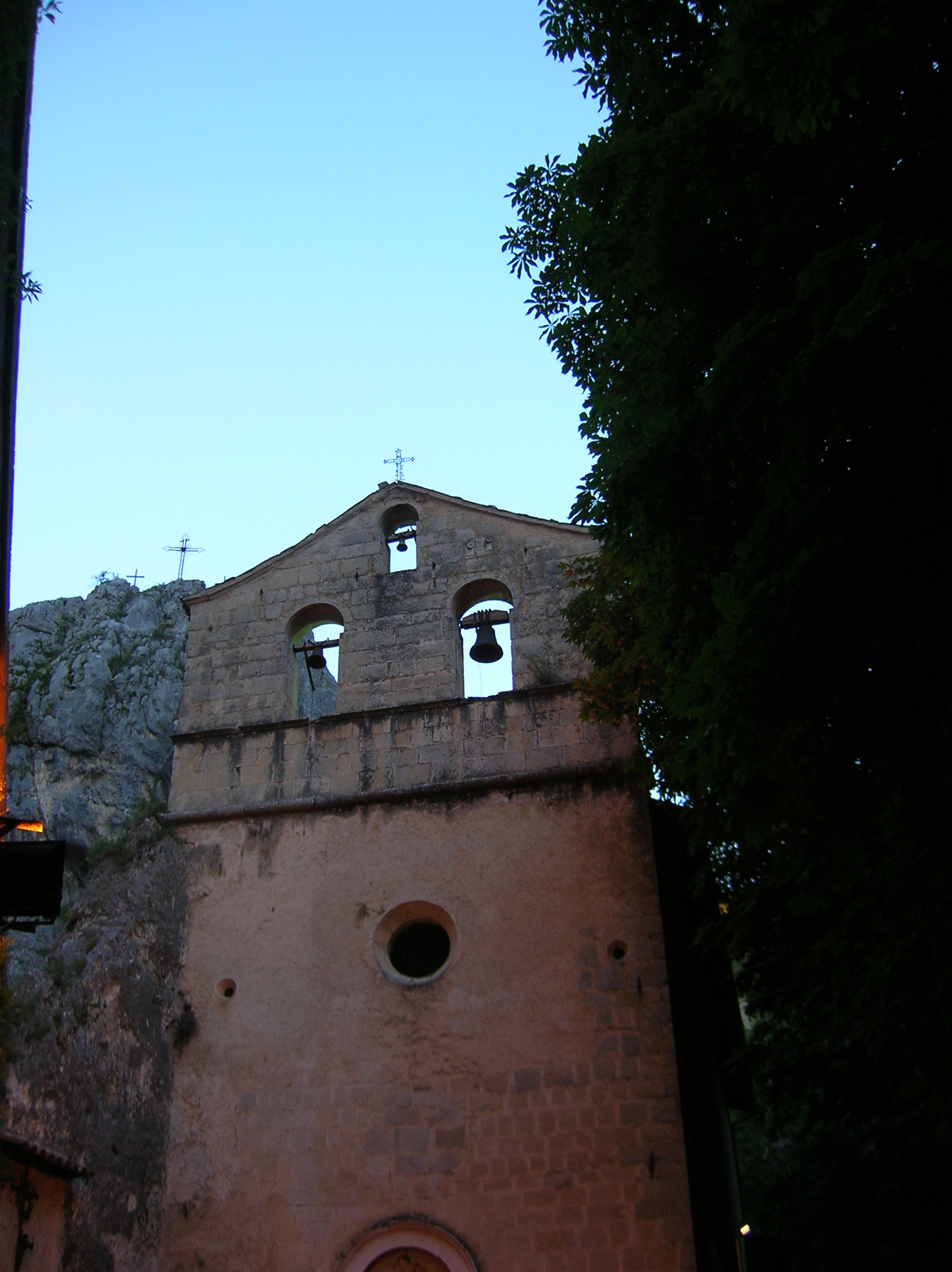
Eremo di Appari (Paganica)

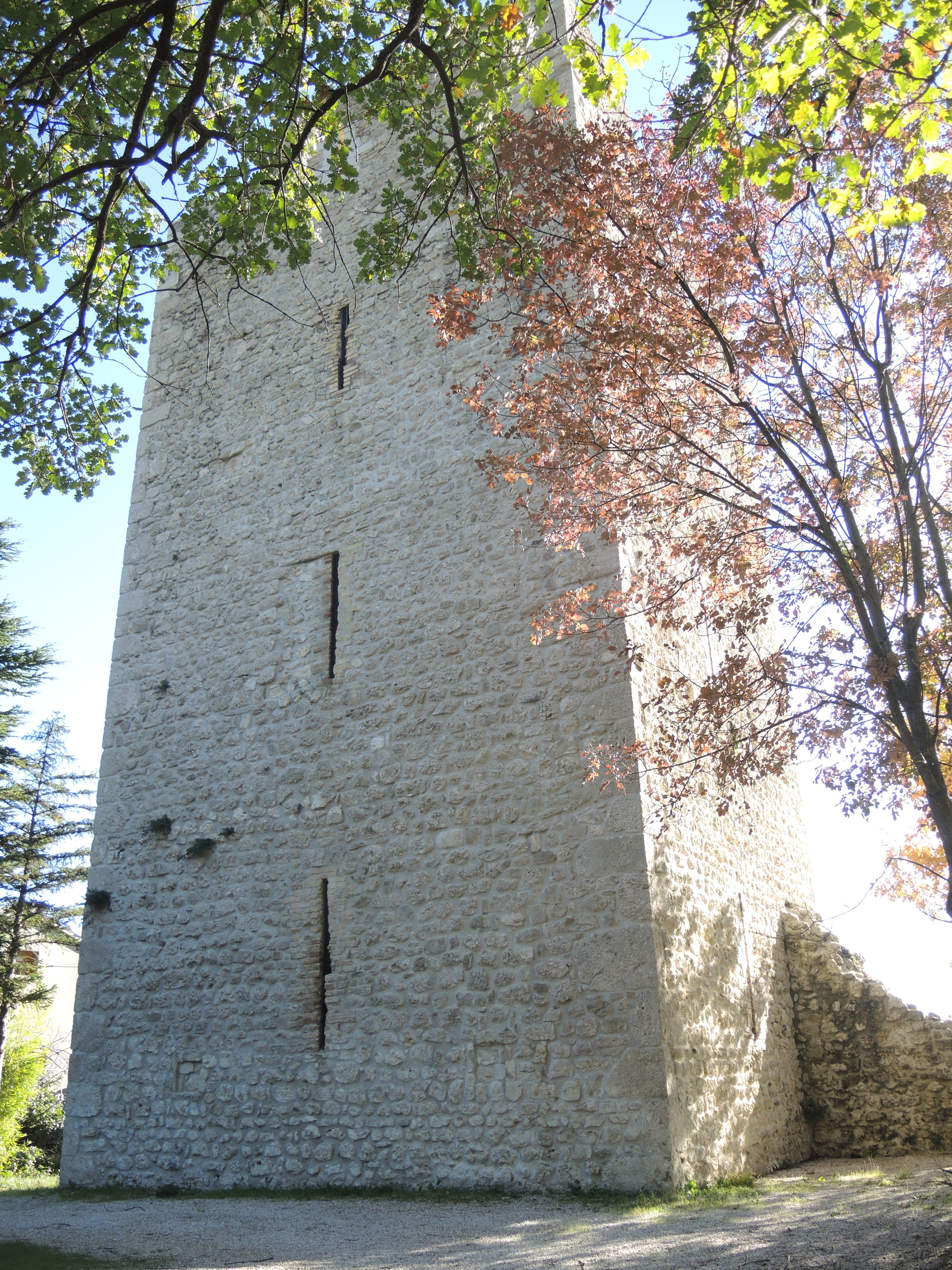
Torre del Monastero di Casanova (Villa Celiera)

- L'Aquila: fondata nel 1254, secondo la leggenda riportata da Buccio di Ranallo (mentre secondo le fonti storiche nel 1230 circa da Federico II di Svevia[5]), fu costruita con la ripartizione in quattro Rioni principali (San Giorgio, Santa Maria, San Pietro e San Giovanni d'Amiterno), in un'area diversa dalla romana Amiternum. Fu città santa nel 1288 con la costruzione della Basilica di Santa Maria di Collemaggio (ritenuta il simbolo romanico chiesastico d'Abruzzo[6]) per volere di Pietro da Morrone (Celestino V), e nel 1444 vi fu costruita la Basilica di San Bernardino, in onore del santo senese. La città fino alla dominazione spagnola, poi borbonica del XVI secolo, rimase sempre fedele al casato d'Angiò, e per questo entrò nella guerra dell'Aquila del 1423, assediata da Braccio da Montone, che dapprima distrusse i castelli fondatori della città, e successivamente bloccò la città dentro le mura. Nel '500 fu amministrata da Margherita d'Austria che favorì lo sviluppo culturale delle arti, e successivamente dagli spagnoli, che costruirono la Fortezza. Nel 1703 fu colpita da un grave terremoto, che cambiò profondamente l'aspetto urbano, nonché i colori dello stemma cittadino, le cui cromature rosse e bianche furono portate al nero e al verde dagli aquilani, come simbolo di tragedia e speranza.
La città ancora oggi è ben conservata nel tessuto medievale, con il centro storico diviso dalle mura medievali con le relative porte di accesso, arricchito da monumenti simbolici quali il Forte spagnolo alle porte della città, il Corso Vittorio Emanuele, le basiliche di Collemaggio e San Bernardino, la Cattedrale dei Santi Massimo e Giorgio, la chiesa di Santa Giusta, le chiese di San Silvestro, Santa Maria Paganica e San Pietro Coppito, la Fontana luminosa e la Fontana delle 99 cannelle. Numerosi sono i palazzi storici, costruiti specialmente dopo il terremoto dell'Aquila del 1703, come il Palazzo Margherita, il Palazzo Ardinghelli e il Palazzo Cappelli.

Fuori dalla città sono facilmente raggiungibili le frazioni di San Vittorino, che conserva la città romana di Amiternum con l'anfiteatro, e Assergi, con il borgo medievale ancora ben conservato, racchiudente la chiesa di San Franco. Appena fuori dal centro si trova il Santuario di San Pietro della Ienca, visitato anche da Papa Giovanni Paolo II.
- Barisciano e San Demetrio ne' Vestini (AQ): Il primo comune conserva il borgo medievale rappresentato dalla chiesa di San Flaviano (XVIII secolo). Nella zona cimiteriale si trova la chiesa di Santa Maria Valleverde, mentre presso l'altura che sovrasta il borgo, in direzione di Calascio, si trovano i resti del vecchio castello medievale, assieme al Monastero di San Colombo. San Demetrio invece è nota per la presenza delle grotte di Stiffe, di grande impatto naturalistico, dove sono stati rinvenuti anche reperti archeologici della civiltà vestina.
- Calascio (AQ): centro molto famoso per la presenza del Borgo Superiore di origine medievale, sviluppatosi nel XIII secolo dopo il distaccamento degli abitanti dalla roccaforte del castello fortificato Normanno, in posizione dominante, assieme al cinquecentesco Oratorio di Santa Maria della Pietà. Il borgo medievale fu abbandonato dopo il terremoto del 1703, con la costruzione della nuova Calascio, dove sono da vedere le chiese di San Nicola e di Santa Maria delle Grazie, di matrice conventuale.
- Santo Stefano di Sessanio (AQ): borgo medievale nel cuore della piana di Campo Imperatore, recuperato grazie alle donazioni dell'imprenditore Daniele Kihlgren, e nominato uno dei Borghi più belli d'Italia, è conservato perfettamente nell'aspetto originario. Il borgo racchiuso a pianta ellittica attorno alla torretta medicea, conserva alcuni palazzi medicei dove è stata posta la sede dell'albergo diffuso Sextantio, nonché le due chiese principali, una delle quali dedicate a Santo Stefano. Fuori dal borgo si trova un laghetto con una chiesetta rurale.
- Castel del Monte (AQ): tra i Borghi più belli d'Italia, conservato perfettamente nell'aspetto originale, dominato dalla mole della chiesa di San Marco, eretta sopra il castello. Si conservano alcuni tratti delle mura, fuse oggi con le case civili, come torrioni e porte di accesso, come quella di San Rocco. In estate vis i svolge l'evento della Notte delle Streghe.
- Campotosto (AQ): borgo di confine tra Abruzzo, Marche e Lazio, noto per la costruzione di una diga artificiale, presso il lago omonimo. Il piccolo borgo, divenuto comune nel XIX secolo, è noto per i prodotti agricoli come i "coglioni di mulo", e per i paesaggi naturalistici che offre alle pendici del Gran Sasso.
- Montereale (AQ): borgo al confine tra Abruzzo e Lazio, che conserva il tessuto medievale-settecentesco, dopo i disastri del terremoto del 1703. Il monumento principale è la chiesa del Beato Andrea da Montereale, seguita dall'abbazia della Madonna in Pantanis.
- Capestrano (AQ): borgo situato nella zona centrale della Val Tirino, dominato dalla mole del Castello Piccolomini. Fuori dal centro si trovano il convento francescano fondato da San Giovanni da Capestrano e presso le sorgenti del fiume l'abbazia di San Pietro ad Oratorium. Nei pressi si trova anche il borgo medievale di Ofena, costruito sull'antica Aufinum, a cui appartiene il guerriero di Capestrano (VI secolo a.C.).
- Bussi sul Tirino (PE): borgo situato al confine della Maiella pescarese, verso la piana di Navelli. Il centro è arricchito dalla chiesa di San Nicola e dal Castello Mediceo; mentre appena fuori, lungo la strada per Capestrano, si trova la romanica chiesa di Santa Maria di Cartignano, suggestiva per l'aspetto di rudere con la parte centrale mancante.
- Carpineto della Nora - Civitella Casanova (PE): borghi situati a ridosso del Monte Cappucciata, che divide la provincia dell'Aquila da quella di Pescara, sormontato dalla torre medievale di Forca di Penne. Entrambi sono noti più che altro per le due abbazie situate fuori dalle mura, ossia l'abbazia di San Bartolomeo a Carpineto, e l'abbazia di Santa Maria di Casanova di Villa Celiera (Civitella Casanova).
- Castiglione a Casauria e Farindola (PE): il primo sorse nel X secolo come agglomerato fortificato per la salvaguardia dell'Abbazia di San Clemente a Casauria, situata alle porte della Maiella presso le Gole di Popoli. L'abbazia è una delle più antiche d'Abruzzo, risalente all'872. Il secondo centro sorse come feudo normanno, gestito poi dalla famiglia Farnese. Oltre al palazzo Farnese e alla chiesa di San Nicola, Farindola è nota per la località di Rigopiano, da dove partono numerose escursioni verso il Gran Sasso.
- Campli (TE): borgo molto ricco di monumenti, ossia la Scala Santa dentro l'omonimo santuario, la chiesa di Santa Maria in Platea e il Palazzo Farnese, sede del Museo Archeologico. Nella frazione di Castelnuovo si trova la medievale chiesa di San Giovanni Battista, il cui campanile è stato ricavato dalla torretta di guardia della Porta Angioina, mentre presso Campovalano si trova il Monastero di San Pietro.
Nei dintorni si trova la "valle delle Abbazie", dove si trovano vari monasteri di interesse storico come la chiesa di Santa Maria di Ronzano (Castel Castagna), la chiesa di Santa Maria di Propezzano (Morro d'Oro), la chiesa di San Clemente al Vomano (Notaresco) e la chiesa di San Salvatore (Canzano).
- Civitella del Tronto (TE): importante avamposto militare del Medioevo, già nel 1251 si trovò al centro di una faisa tra Ascolani e Teramani per il possesso del controllo sulla valle del Tronto. Nel 1442 fu governata da Alfonso d'Aragona, che portò sconforto nella popolazione, e nel 1557 subì un ulteriore assedio. La rocca di Civitella, entrata a far parte del Regno di Napoli, subì l'ultimo grande assedio il 23 febbraio 1861, quando la fortezza divenne centro militare delle operazioni belliche dei borbonici contro le truppe di Vittorio Emanuele II. Dichiarata uno dei Borghi più belli d'Italia, Civitella del Tronto è sovrastata dall'imponente mole della Fortezza Borbonica, con il borgo sottostante. Tra i monumenti di interesse, la chiesa di San Lorenzo e la chiesa di San Francesco. Fuori dall'abitato sono da visitare la grotta Sant'Angelo, l'Abbazia di Santa Maria in Montesanto e il Santuario della Madonna dei Lumi.
- Isola del Gran Sasso d'Italia (TE): il borgo, sito proprio ai piedi della montagna, è famoso per la presenza del Santuario di San Gabriele dell'Addolorata, benché anche il centro storico medievale, conservato nella Borgata San Leonardo, sia degno di interesse per la presenza di palassi signorili e chiese, come quella matrice di San Massimo. Appena fuori dalla città si trovano le chiese della Madonna delle Grazie, di San Pietro e specialmente la romaica chiesa di San Giovanni ad insulam.
- Fano Adriano (TE) è noto per la località sciistica di Prato Selva, mentre nel centro si conserva la chiesa dei Santi Pietro e Paolo, mirabile esempio di stile romanico-rinascimentale nell’esterno, e di quello barocco negli interni. Poco al di fuori del centro del borgo, vi è l'Eremo dell'Annunziata, che costituisce non solo un importante centro religioso, ma anche uno stupefacente punto panoramico. La sua posizione offre, infatti, una vista panoramica, fra le vedute migliori nell’intero Parco Nazionale del Gran Sasso e dei Monti della Laga, sul Gran Sasso d’Italia, su Pizzo Intermesoli e sul Monte Corvo, cime fra le più elevate di tutti gli Appennini.
- Castelli (TE), tra i Borghi più belli d'Italia, il centro storico risulta abbastanza conservato nello stile medievale, con di particolare interesse la chiesa di San Giovanni Battista. Presso l'ex convento si trova il Museo della Ceramica, successivamente trasferito per il terremoto del 2009; e appena fuori dal borgo vi è la chiesa di San Donato, dal bel soffitto maiolicato con la ceramica locale tipica.
- Valle Castellana (TE): il comune sparso è famoso le varie attività escursionistiche presso il Gran Sasso. I monumenti principali sono i resti della Fortezza Manfrina, voluta da Manfredi di Sicilia. In località Vallenquina si trova invece l'ottocentesco Castello Bonifaci, voluto in stile neogotico dall'artista Gennaro Della Monica.

Architetture religiose
L'elenco propone le chiese e le basiliche di maggior interesse artistico e culturale, nonché storico.
- Basilica di Santa Maria di Collemaggio (L'Aquila)
- Basilica di San Bernardino (L'Aquila)
- Cattedrale dei Santi Massimo e Giorgio (L'Aquila)
- Santuario di San Pietro della Ienca (Assergi)
- Chiesa di San Franco - Santa Maria Assunta (Assergi)
- Santuario della Madonna d'Appari (Paganica)
- Chiesa di San Giustino del Cimitero (Paganica)
- Chiesa di Santa Giusta fuori le mura (Bazzano)
- Chiesa preromanica di San Michele Arcangelo (San Vittorino - L'Aquila)
- Abbazia dei Santi Crisante e Daria (Filetto di Camarda)
- Chiesa di Sant'Antonio Abate (Barete)
- Chiesa di Santa Maria del Monte (Pizzoli)
- Santuario di Santa Maria degli Angeli (Capitignano)
- Chiesa del Beato Andrea (Montereale)
- Chiesa di Santa Maria delle Grazie (Calascio)
- Oratorio di Santa Maria della Pietà (Rocca Calascio)
- Chiesa di Santo Stefano protomartire (Santo Stefano di Sessanio)
- Chiesa di San Marco evangelista (Castel del Monte)
- Chiesa di Santa Maria della Pace (Capestrano)
- Convento di San Francesco (Capestrano)
- Abbazia di San Pietro ad Oratorium (Capestrano)
- Convento di San Francesco (Ofena)
- Chiesa di Santa Maria di Cartignano (Bussi sul Tirino)
- Chiesa di San Flaviano (Barisciano)
- Convento di Santa Maria Valleverde (Barisciano)
- Chiesa rurale di San Cipriano (Castelvecchio Calvisio)
- Abbazia di San Bartolomeo (Carpineto della Nora)
- Abbazia di Santa Maria di Casanova (Villa Celiera)
- Abbazia di San Clemente a Casauria (Castiglione a Casauria) - confine con il Parco Nazionale della Maiella
- Chiesa di Sant'Andrea (Corvara) - resti
- Chiesa di Santa Maria in Platea (Campli)
- Santuario della Scala Santa (Campli)
- Chiesa di San Francesco (Campli)
- Chiesa di San Giovanni Battista (Castelnuovo di Campli)
- Monastero di San Pietro in Campovalano ( Campli)
- Chiesa di San Giovanni Battista (Castelli)
- Chiesa di San Donato (Castelli) - soffitto maiolicato
- Abbazia di Santa Maria in Montesanto (Civitella del Tronto)
- Santuario di Santa Maria dei Lumi (Civitella del Tronto)
- Chiesa Madre di San Lorenzo (Civitella del Tronto)
- Chiesa dei Santi Pietro e Paolo (Fano Adriano)
- Santuario di San Gabriele dell'Addolorata (Isola del Gran Sasso d'Italia)
- Chiesa matrice di San Massimo (Isola del Gran Sasso)
- Eremo di Santa Maria de Pagliara (Isola del Gran Sasso)
- Chiesa di San Giovanni ad insulam (Isola del Gran Sasso)
- Chiesa di San Rocco (Montorio al Vomano)
- Convento dei Padri Zoccolanti (Montorio al Vomano)
- Chiesa di San Pietro (Torricella Sicura)
- Chiesa di Santa Sinforosa (Tossicia)
- Chiesa di Santa Maria di Propezzano (Morro d'Oro)
- Chiesa di Santa Maria di Ronzano (Castel Castagna)
- Chiesa di San Leucio (Pietracamela)
- Chiesa di San Vito (Valle Castellana)
- Eremo di Santa Maria Scalena (Civitella del Tronto)
- Abbazia di Santa Maria del Monte (Campo Imperatore) - resti
- Grotta Sant'Angelo (Civitella del Tronto)
- Eremo di Fratta Grande (Isola del Gran Sasso)
- Eremo di San Nicola (Isola del Gran Sasso)
- Eremo Madonna della Tibia (Crognaleto)
- Eremo dell'Annunziata (Fano Adriano)

Castelli
- Castello di Rocca Calascio
- Forte spagnolo (L'Aquila)

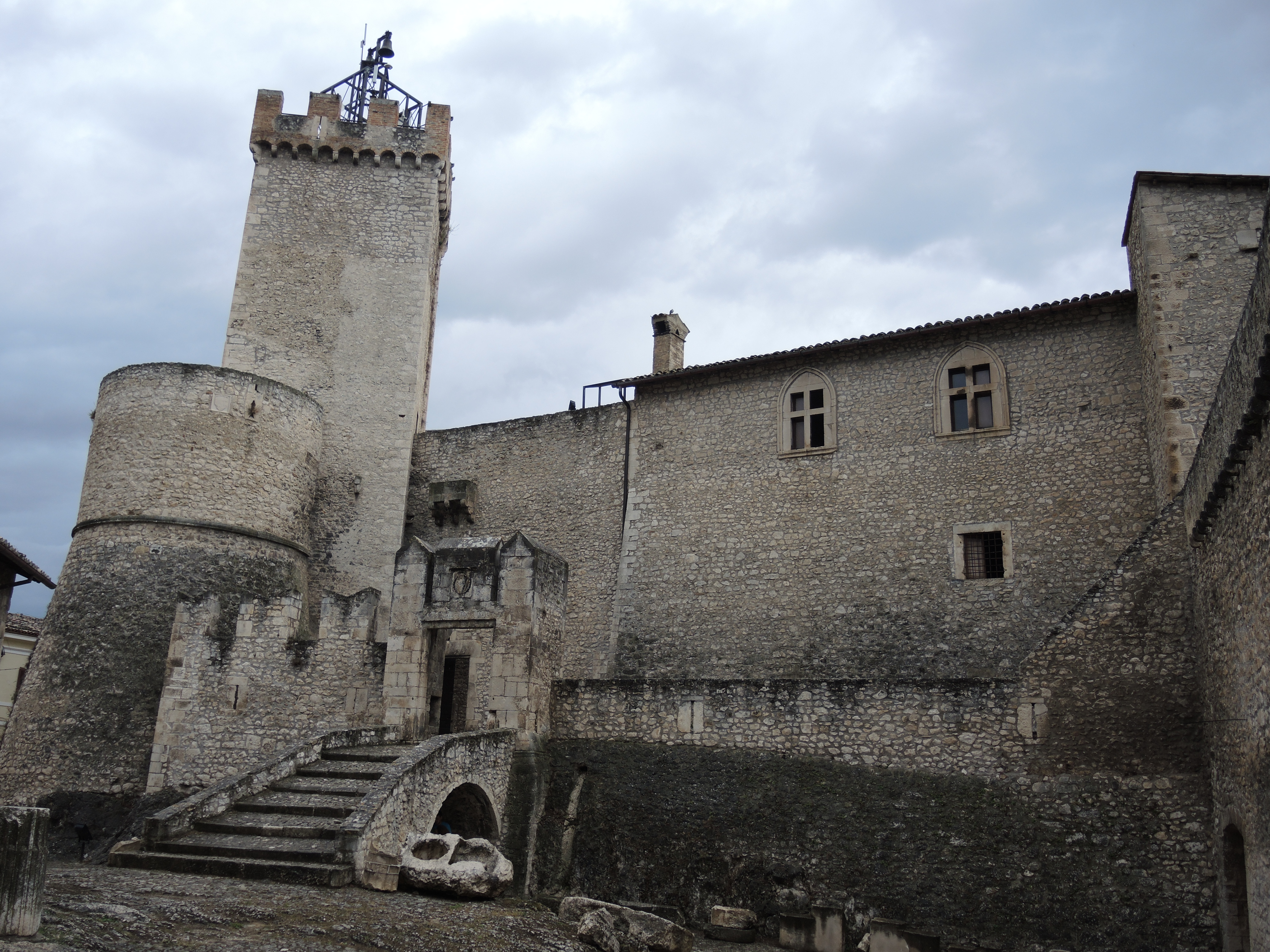
Castello Mediceo (Capestrano)

- Torre Medicea (Santo Stefano di Sessanio)
- Castello Piccolomini (Capestrano)
- Torre Forca di Penne (Capestrano)
- Castello Mediceo di Bussi sul Tirino
- Castello di Barisciano
- Castello Dragonetti-De Torres (Pizzoli)
- Palazzo Ducale (Montebello di Bertona)
- Fortezza di Civitella del Tronto
- Borgata San Leonardo (Isola del Gran Sasso)
- Castel Manfrino (Valle Castellana)

Campo Imperatore e Campo Pericoli

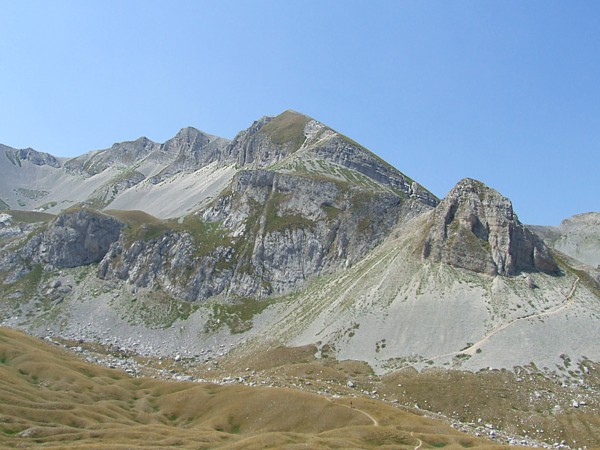
Campo Pericoli

Campo Imperatore è delimitato a ovest da parte della dorsale occidentale del Gran Sasso con il Monte Scindarella e Monte Portella, a nord-est da parte della dorsale orientale del massiccio con i monti Aquila, Brancastello, Prena e Camicia e dal Corno Grande (nell'estremità nord-occidentale dell'altopiano, al confine con Campo Pericoli), a est dai monti Vito, Guardiola e Capo di Serre e a sud-ovest dalla catena formata da Montecristo-Fossa di Paganica e Monte Bolza che separa l'altopiano dal territorio di Santo Stefano di Sessanio e Calascio. I prodromi meridionali sono segnati dal Pian del Voltigno e il Vallone di Cretarola a sud di Fonte Vetica. I passi che lo delimitano sono Vado di Corno ad est, Vado di Sole e Valico di Capo la Serra a sud, Sella di Monte Aquila e Passo della Portella a nord.
Il territorio è quasi del tutto spoglio di vegetazione sia per la quota altimetrica abbastanza elevata sia per l'opera di disboscamento dei secoli passati. Dispone di una buona biodiversità arborea e aviforme con presenza di aquile, falchi, gracchi e numerose specie di passeriformi durante il periodo migratorio. È luogo di pascolo e refrigerio estivo per mandrie e greggi dei centri limitrofi come Castel del Monte, Calascio e Santo Stefano di Sessanio, nonché in passato luogo di riferimento per la pastorizia e la transumanza.
Complesso dell'Istituto Nazionale Geofisica

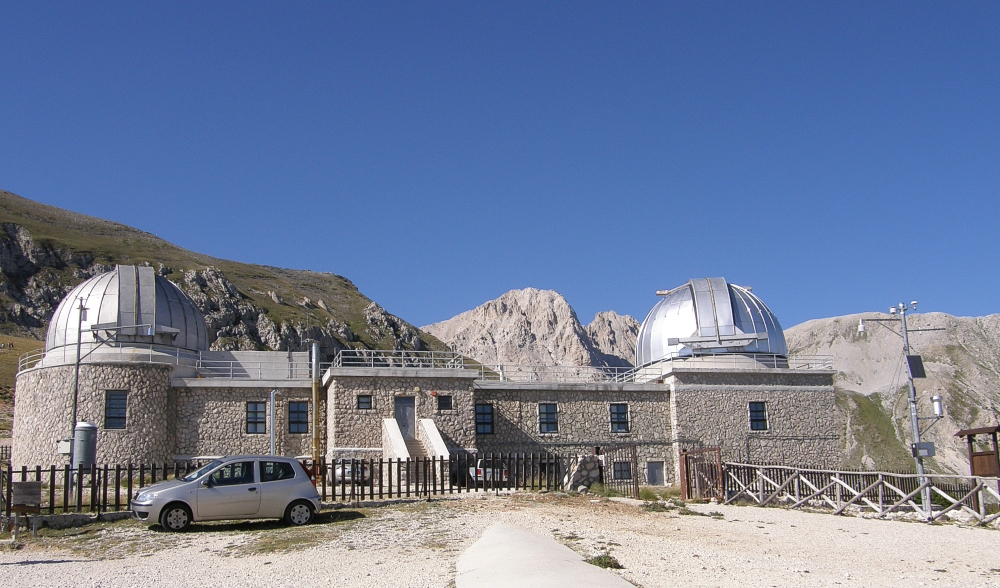
Stazione di osservazione dell'Osservatorio astronomico d'Abruzzo

Campo Imperatore è meta di astrofili e appassionati di astronomia per via della quota altimetrica e della lontananza da sorgenti di inquinamento luminoso e dell'aria che rendono il luogo ideale per l'osservazione astronomica. Dispone di una stazione di osservazione, facente parte dell'Osservatorio astronomico d'Abruzzo, costruita tra il 1948 e il 1955 ed equipaggiata con un telescopio di oltre un metro di diametro. A partire dal 2001 l'Osservatorio è stato sede del programma internazionale CINEOS che ha portato alla scoperta di 61000 asteroidi e 1500 nuovi oggetti, tra cui 6 near-Earth object e un planetoide. Da oltre vent'anni, inoltre, Fonte Vetica è sede di diversi campi astronomici organizzati regolarmente da associazioni di astrofili provenienti da tutta Italia. Molto famoso è il Campo Astronomico patrocinato dal Gruppo Astrofili Pescaresi "RA" (GASPRA), la cui prima edizione si è tenuta nel 1988.

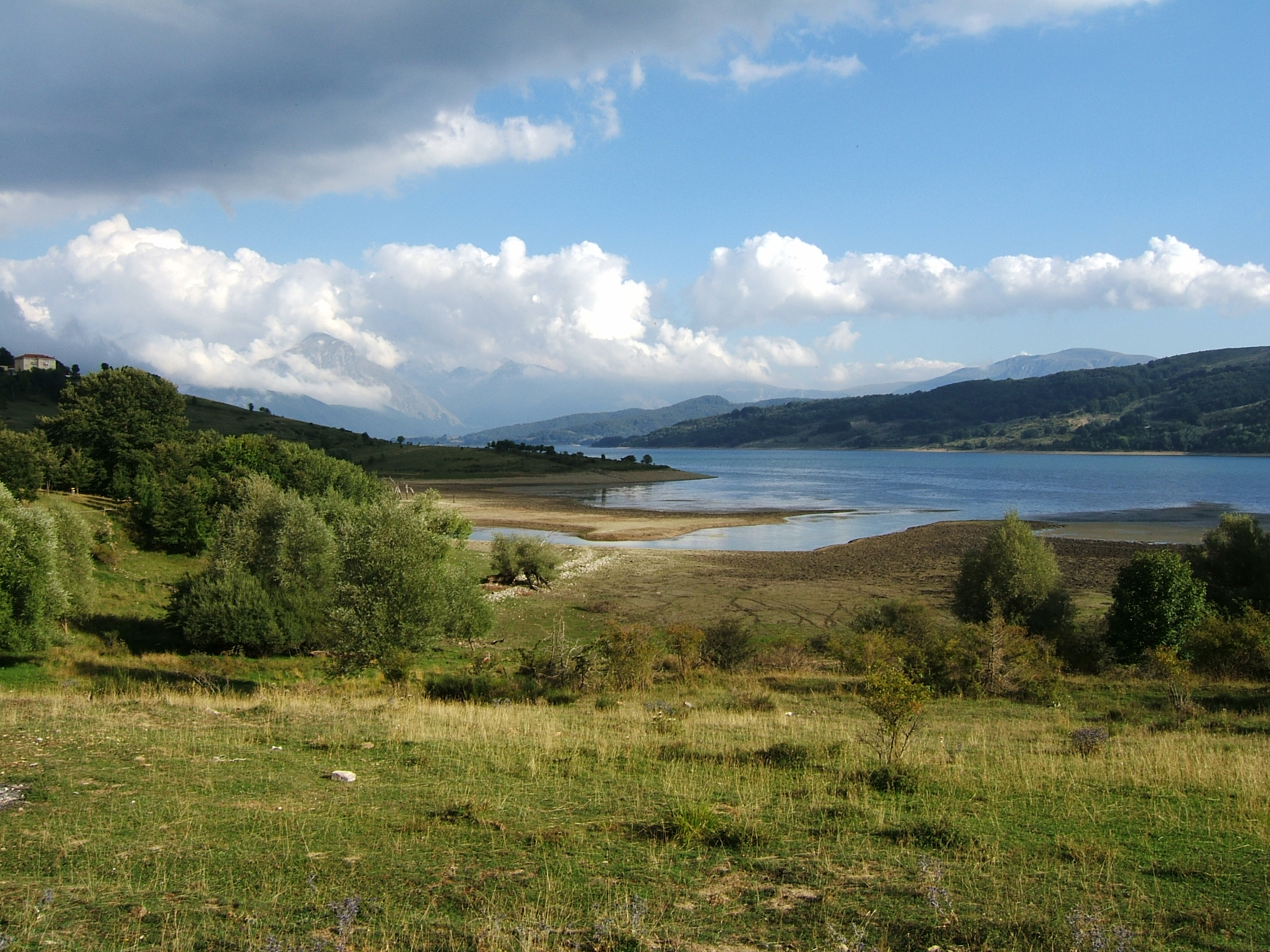
Lago di Campotosto

È il più grande lago artificiale d'Abruzzo ed è il secondo più grande d'Europa tra i territori dei comuni di Campotosto (da cui il nome), Capitignano e L'Aquila, a un'altitudine di 1.313 m s.l.m., con una superficie di 1400 ettari, raggiunge una profondità massima compresa tra i 30 e i 35 metri.

### Lazio e Marche
Borghi

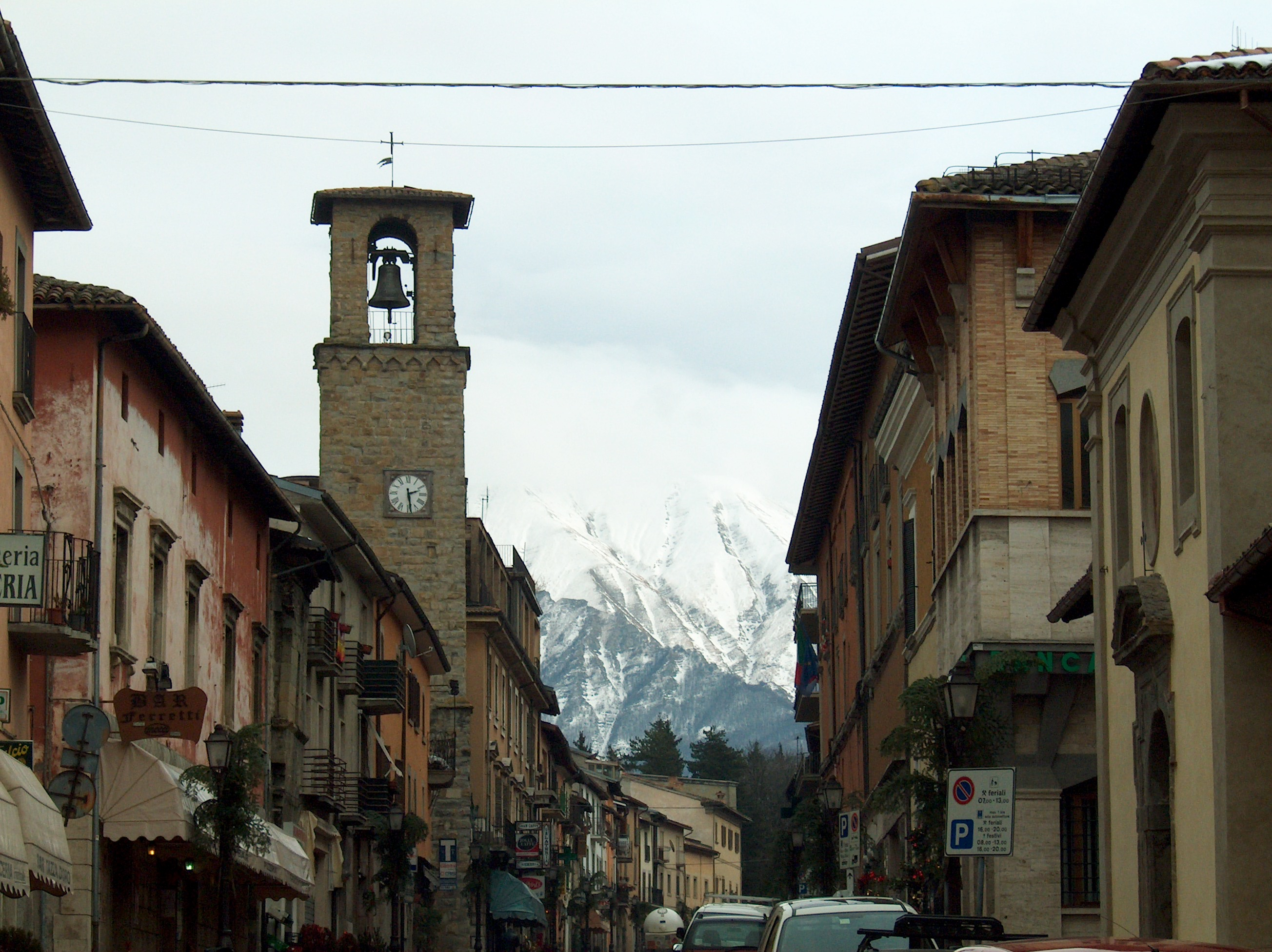
Amatrice

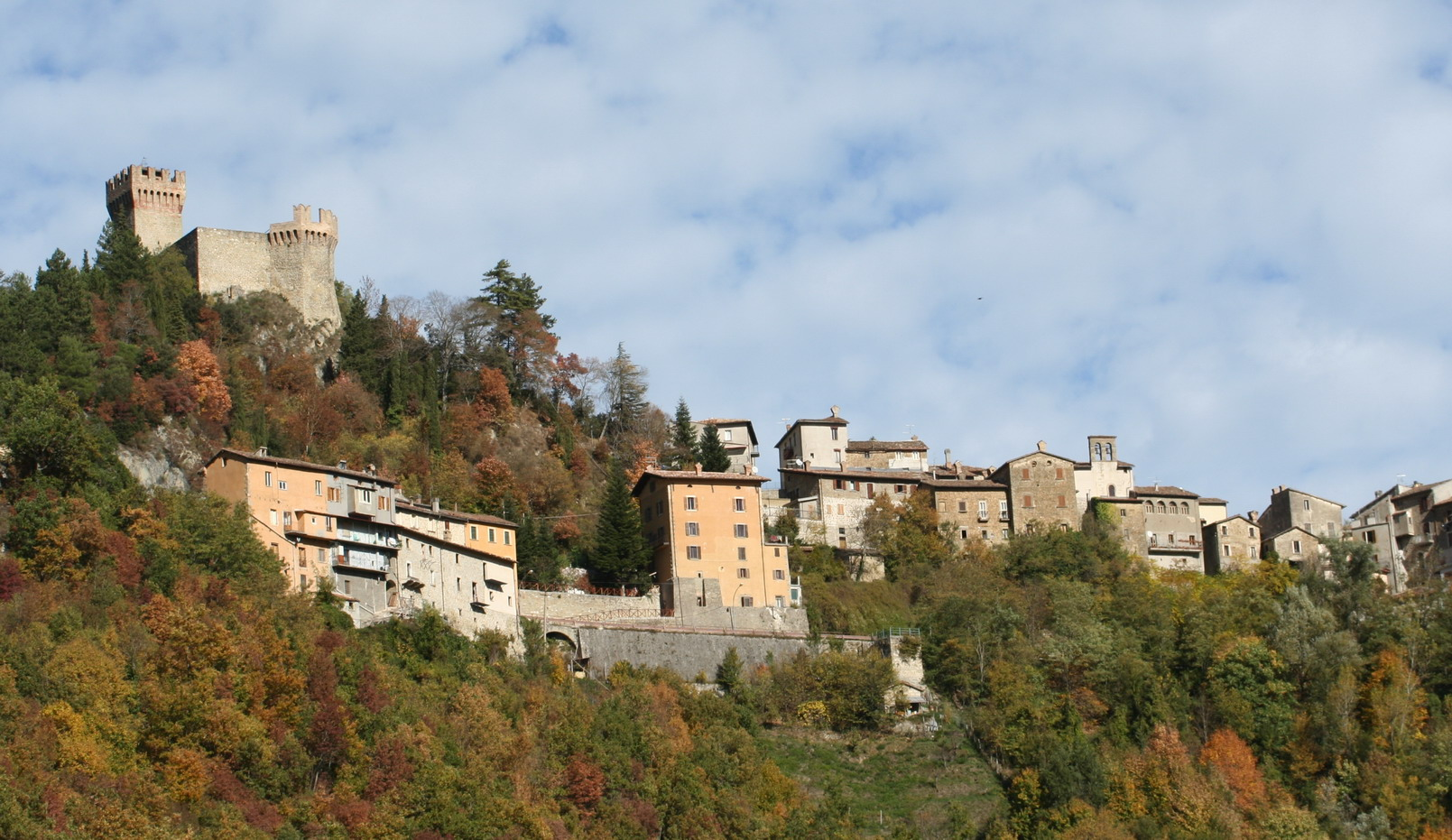
Arquata del Tronto

- Arquata del Tronto (AP): nominato uno dei Borghi più belli d'Italia, conserva il borgo medievale presso l'imponente mole della Rocca di Arquata. Nel centro sono di interesse le chiese della Santissima Annunziata e di San Francesco d'Assisi, dove in quest'ultima è conservata la Sacra Sindone di Arquata, ossia una copia dell'originale di Torino.
- Amatrice (RI): il borgo, nominato nel 2015 uno dei Borghi più belli d'Italia, si trova al confine con l'Abruzzo e le Marche, nell'estrema provincia reatina. L'Accesso all'asse principale del corso Umberto è preceduto dalla chiesa di Sant'Agostino. Nel borgo si possono trovare di interesse la chiesa di San Francesco e la torre civica con la campana monumentale.

Architetture religiose e militari
- Chiesa di Sant'Agostino (Amatrice)
- Chiesa di San Francesco (Amatrice)
- Chiesa di San Francesco d'Assisi (Arquata del Tronto) - custodisce la Sindone
- Rocca di Arquata (Arquata del Tronto)
- Torre civica (Amatrice)

## Turismo

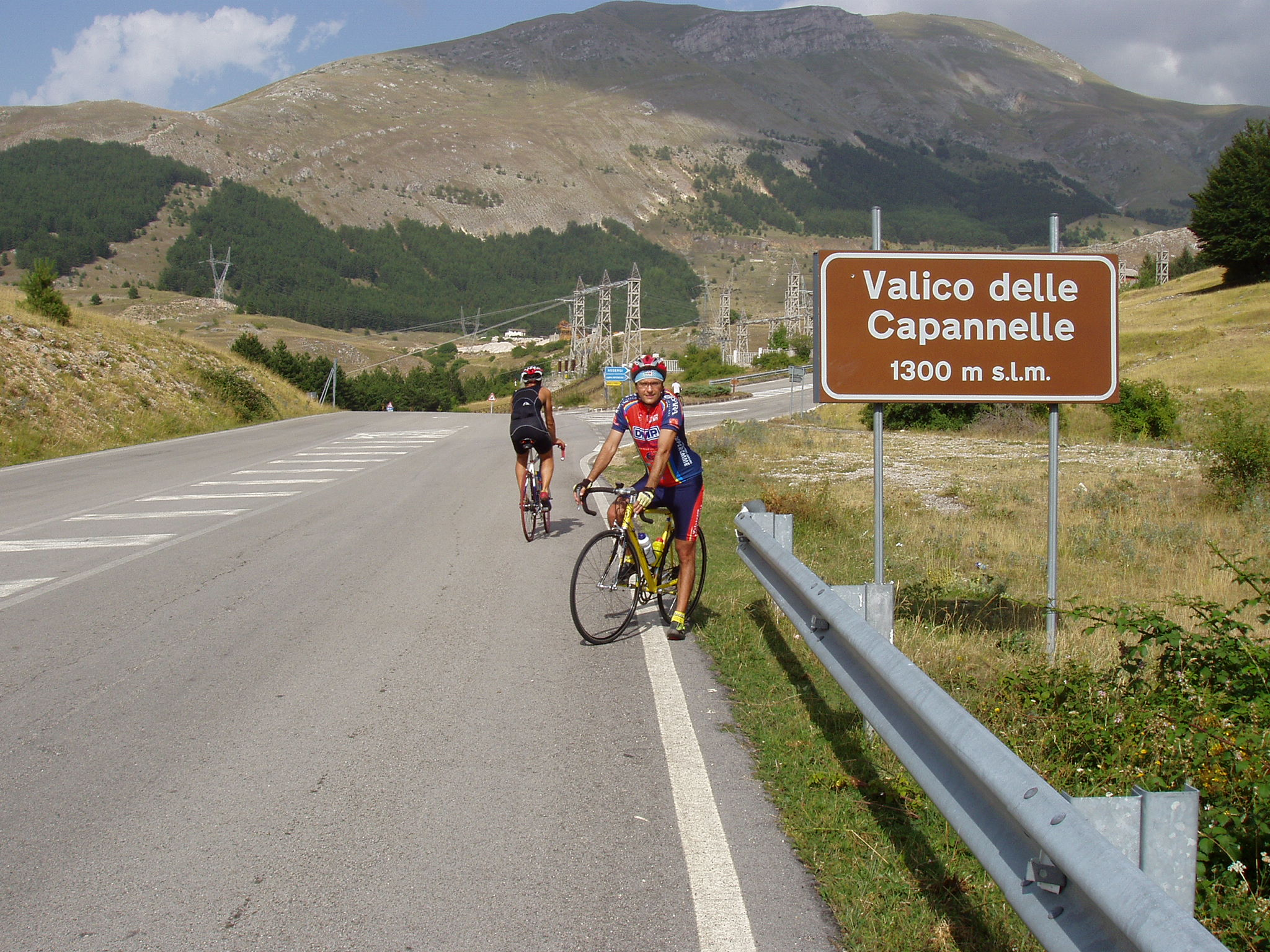
Strada maestra del Parco

Una strada molto suggestiva nonché un percorso stradale di collegamento molto importante per il parco è la Strada maestra del Parco che attraversa il Parco nel territorio di confine tra il massiccio del Gran Sasso e la catena della Laga collegando la provincia dell'Aquila con quella di Teramo. A scopo esclusivamente escursionistico: a piedi, a cavallo ed in MTB è presente nel parco l'ippovia del Gran Sasso.
Nel parco inoltre sono presenti le seguenti stazioni sciistiche:
- Campo Imperatore;
- Prati di Tivo;
- Prato Selva.

Altri impianti sciistici, non più attivi, sono collocati a Montecristo, nel versante aquilano, e San Giacomo, nel versante teramano. In località Fonte Cerreto, nei pressi di Assergi ed alla base della funivia del Gran Sasso d'Italia, nel 2016 è stato aperto al pubblico un parco avventura; un altro è presente a Prati di Tivo.

### Escursionismo

#### Sentieri del parco
La lista è parziale.
A piedi
- Da Vallecchia al Garrafo (E, 1h)

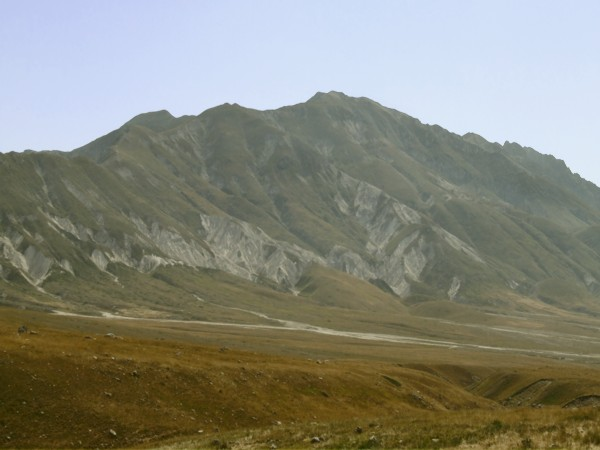
Sentiero del Centenario

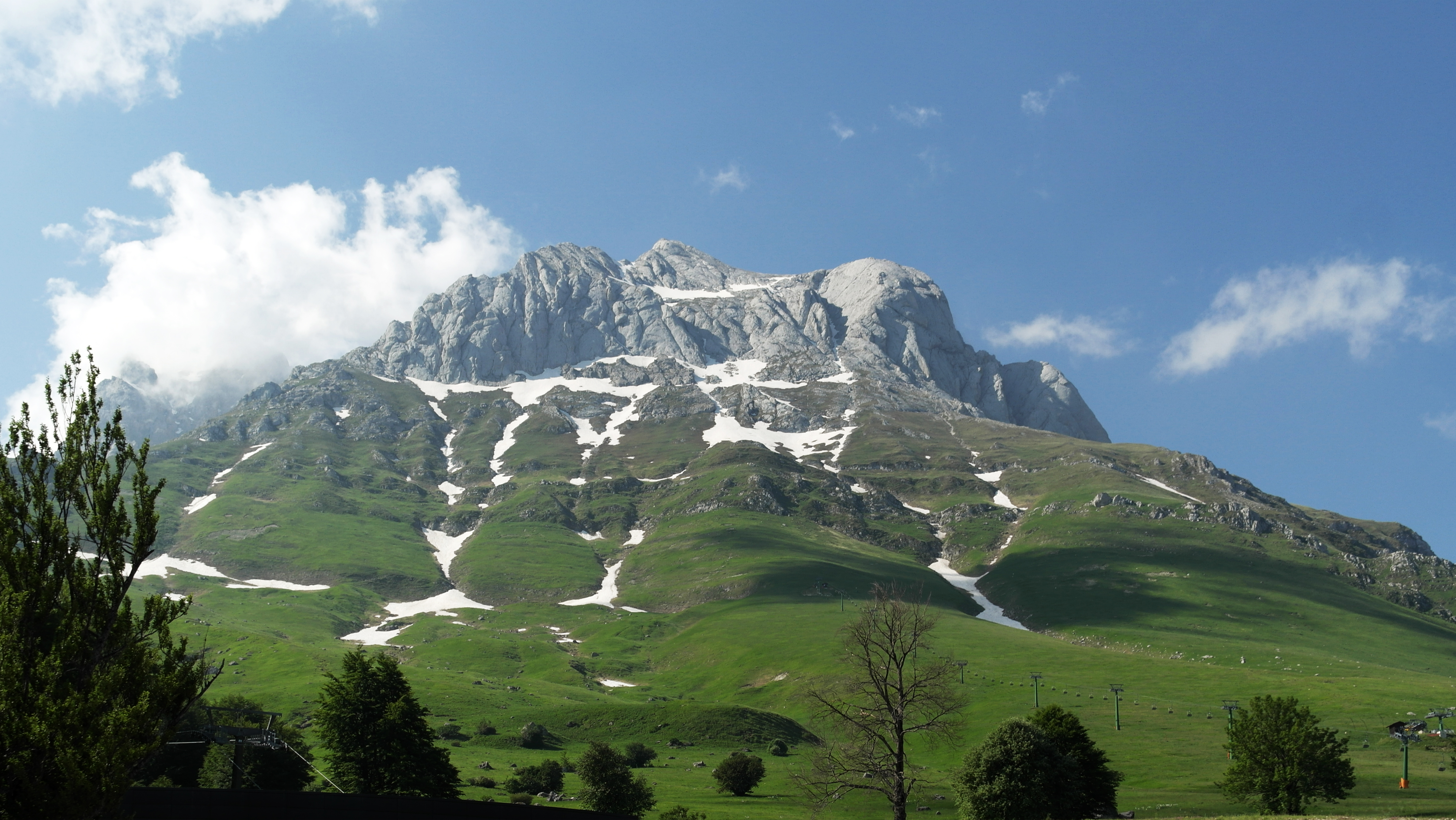
Ippovia del Gran Sasso

- Da Umito alle cascate di Volpara (2h:30m)
- Da Spelonga al Monte Cominitore (E, 1H:15m)
- Monte Calvo - San Cerbone (E, 3h:30m)
- Da Tre Caciare alla Montagna dei Fiori (e, 1h:45m)
- Da Macchia da Sole al Castel Manfrino (T, 1h)
- Da Ripe di Civitella del Tronto alle Gole del Salinello (T/E, 2h)
- Da Croce di Corano all'eremo (E, 1h)
- Da Poggio d'Api ai laghetti di Pannicaro (E, 1h:45m)
- Da Macchie Piane a Pizzo di Sevo (E, 2h:15m)
- Da Retrosi al Santuario dell'Icona Passatora (T, 1h:30m)
- Da San Martino a Monte d'Oro (E, 1h:30m)
- Da Capricchia a Cascata di Barche (E, 1h:45m)
- Dal Ceppo a Bosco Martese (T, 1h:30m)
- Sentiero del Centenario

In bicicletta
- Stazione Valle del Tirino (Capestrano)
- Stazione Assergi - Fonte Cerreto - San Pietro della Ienca
- Stazione Bussi - Capodacqua - Monte Pietra Corniale
- Stazione Campotosto - Case Isaia
- Stazione Ceppo - Morricana - Lago dell'Orso - Monte La Morra
- Stazione Filetto di Camarda - Montecristo - Assergi - Santo Stefano di Sessanio
- Stazione Paladini - Nerito - Piano del Vomano
- Stazione Lago Racollo - Colle Sparviero
- Stazione Prati di Tivo - Pietracamela
- Stazione Santo Stefano di Sessanio - Rocca Calascio - Castelvecchio Calvisio

A cavallo
- Ippovia del Gran Sasso
  - Da Prati di Tivo a Rigopiano (7h)
  - Da Rigopiano a Capestrano (7h)
  - Da Capestrano ad Assergi (7h)
  - Da Assergi a Campotosto (7h)
  - Da Campotosto a Prati di Tivo (8h)
  - Da Campotosto a Cortino (6h)
- Itinerario delle Acque del Tirino (Bussi sul Tirino)

### Rifugi
- Hotel Campo Imperatore (Assergi)

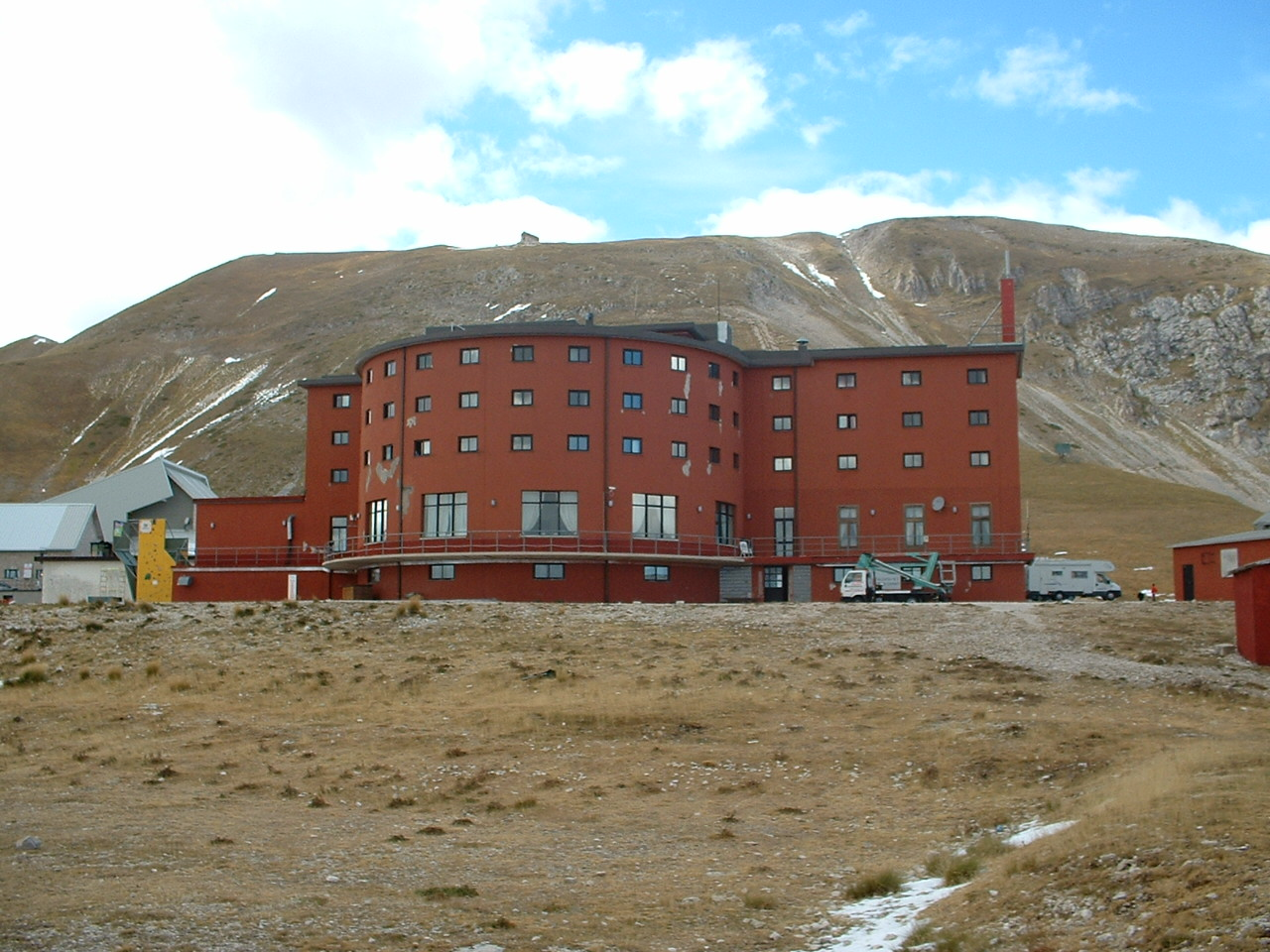
Hotel Campo Imperatore

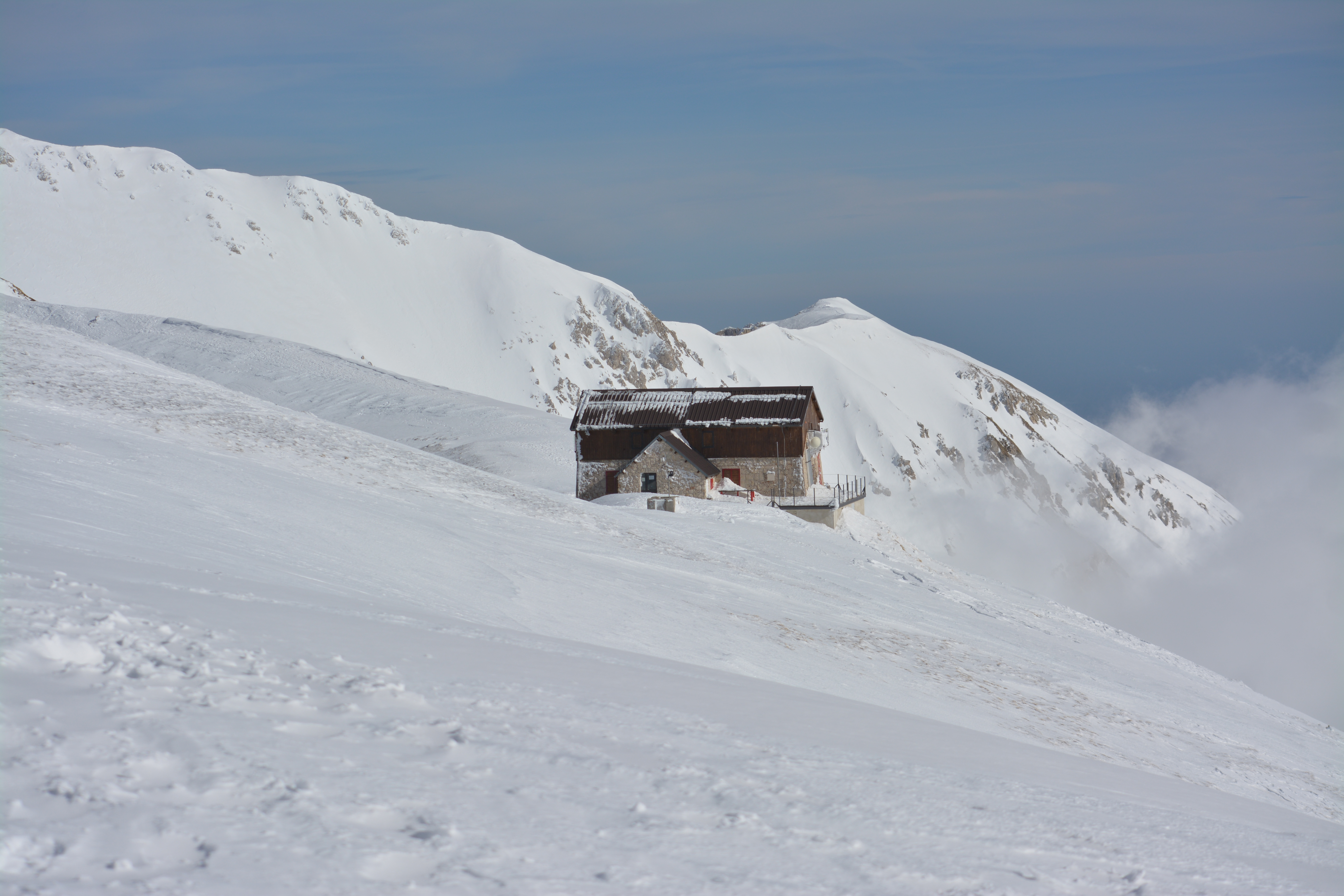
Rifugio Duca degli Abruzzi

- Rifugio Duca degli Abruzzi (L'Aquila)
- Rifugio Carlo Franchetti (Pietracamela)
- Rifugio Antonella Panepucci Alessandri (Pizzoli)
- Rifugio Giuseppe Garibaldi (L'Aquila)
- Rifugio del Monte (Fano Adriano)
- Rifugio Fonte Vetica (Castel del Monte)
- Rifugio Nicola D'Arcangelo (Isola del Gran Sasso)
- Rifugio San Francesco (Castel del Monte)
- Rifugio Racollo (Santo Stefano di Sessanio)
- Rifugio la Rocca (Rocca Calascio)
- Rifugio sociale "Le Pagliare" (Carpineto della Nora)
- Rifugio Fiumata (Cortino)
- Rifugio Preta Vive (Amatrice)
- Rifugio Colle Le Cese (Arquata del Tronto)
- Rifugio degli Alpini (Arquata del Tronto)
- Ex rifugio Rigopiano (Farindola)

### Musei e centri visita
- Antiquarium di Assergi

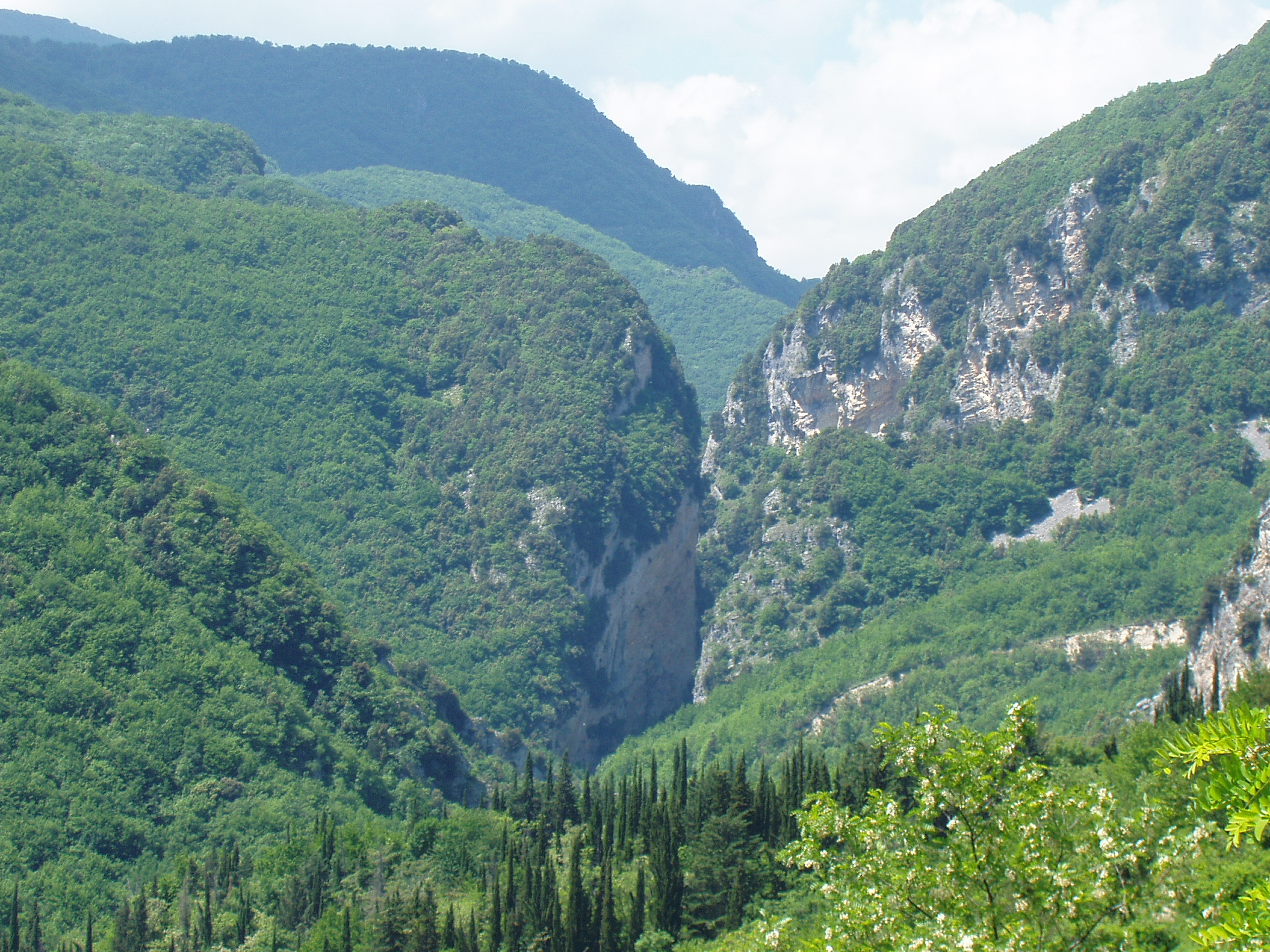
Le Gole del Salinello (Ripe di Civitella del Tronto)

- Centro Visita Due Parchi (Arquata del Tronto)
- Centro visite del Fiume Tirino (Bussi sul Tirino)
- Centro visite Terre della Baronia (Santo Stefano di Sessanio)
- Ecomuseo Terre del Castellano (Valle Castellana)
- Museo Centro per le Acque del Gran Sasso (San Pietro di Isola del Gran Sasso)
- Museo del Camoscio d'Abruzzo (Farindola)
- Museo del Fiore (Barisciano)
- Museo del Legno (Arischia - L'Aquila)
- Museo delle Fortificazioni (Castello di Rocca Calascio)
- Centro Informazioni di Castelvecchio Calvisio

### Prodotti tipici

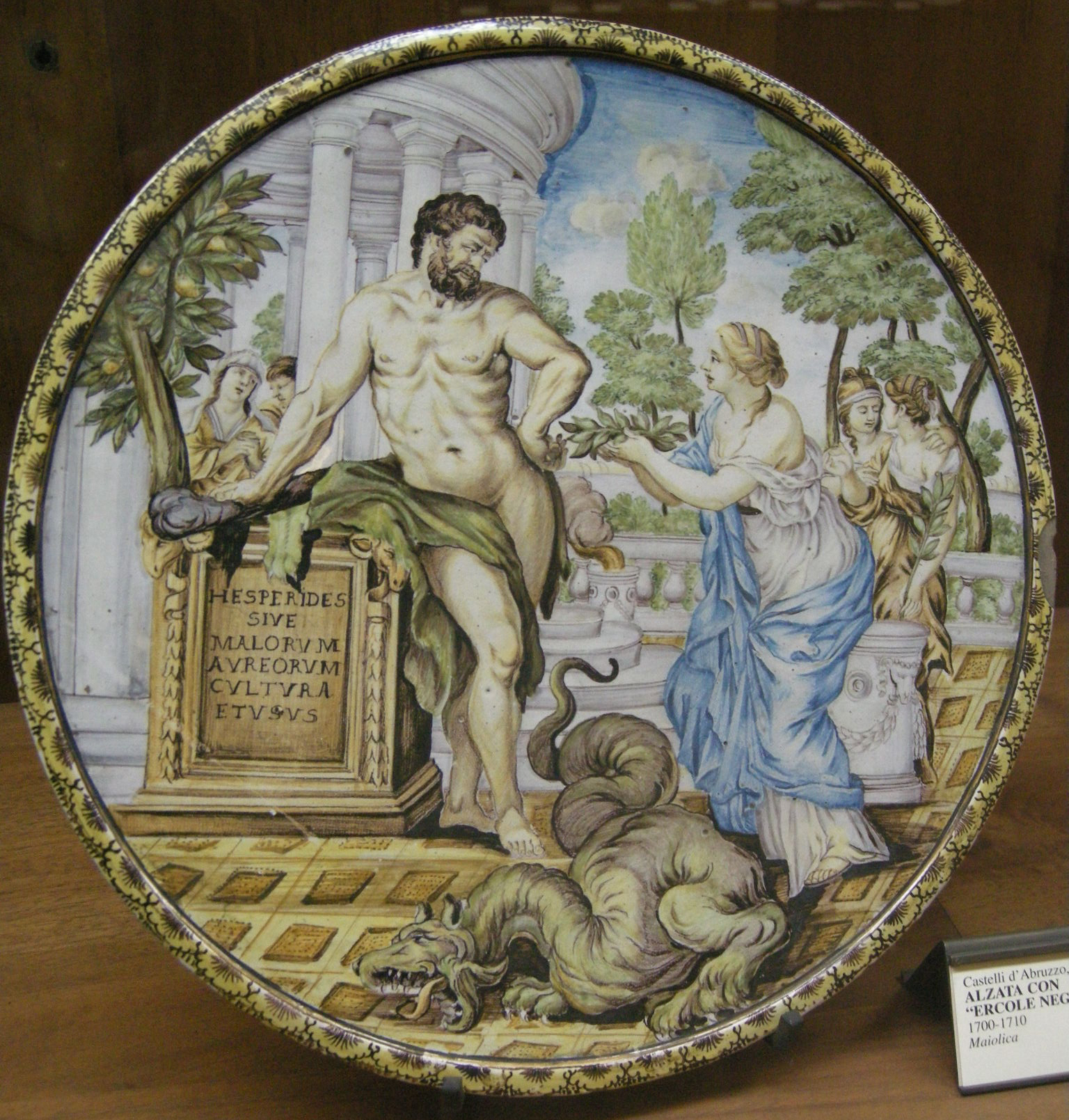
Maiolica di Castelli, Carmine Gentili, alzata con Ercole nell'orto delle Esperidi, 1700-1710, Milano, Castello Sforzesco

Tra i prodotti artigianali vi è innanzitutto la maiolica di Castelli, ceramica locale conosciuta per la varietà delle tonalità di colore e per i vari disegni di vita contadina dipinti in utensili da cucina o da collezione. A Santo Stefano di Sessanio si conserva ancora l'arte della tessitura, con la materia prima della lana delle pecore locali. Nella valle Siciliana invece, tra Pietracamela e Tossicia, si producono oggetti da collezione e da cucina in rame, nel solco della tradizione, mentre a Pietracamela è tipica la tradizione culturale della Zampogna.
Largamente prodotti in zona (Capestrano, L'Aquila, Civitella Casanova) sono i tipici arrosticini, per la numerosa presenza di pecore. All'Aquila inoltre vi è una grande varietà di antipasti tipici della cucina abruzzese comprendenti carne e formaggi come la mortadella di Campotosto, la ventricina di Crognaleto, il pecorino di Farindola e gli agnellini "alla pecorara" condite con lenticchie di Santo Stefano di Sessanio o di contorno. Come condimento dei primi piatti molto diffuso è lo zafferano dell'Aquila, i cui campi di lavoro si trovano a Navelli, il Guanciale amatriciano e il sugo all'Amatriciana di Amatrice e il tartufo nero di Castelli. Famose sono anche la carne di cinghiale, la pecora alla cottora e i funghi porcini. Come dolce sono diffusi il torrone aquilano, le ferratelle e le zeppole. Per alcuni prodotti agroalimentari, il parco ha concesso l'utilizzo del nome e del logo del Parco al fine di valorizzare, promuovere e tutelare i prodotti tipici.

## Accessibilità

### Strade

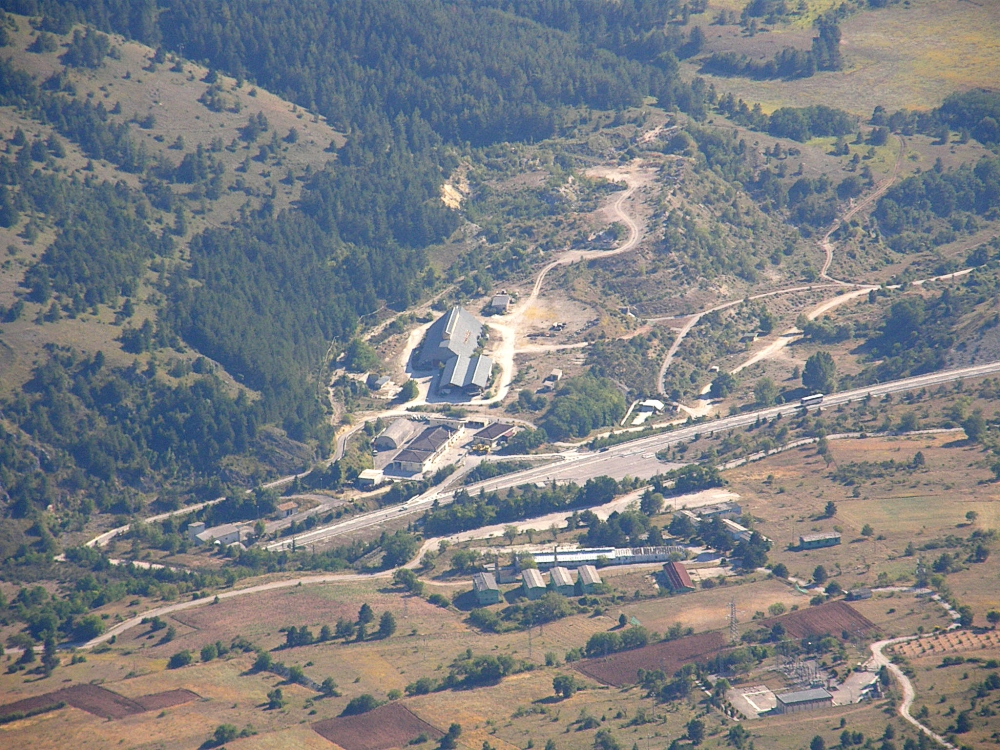
Il traforo del Gran Sasso (Assergi)

- Autostrada A14 Adriatica: uscita San Benedetto del Tronto lungo la via Salaria (Ascoli Piceno), uscita Giulianova/Teramo, proseguire per S.S. 80 (Teramo), uscita Pescara Nord, proseguire in direzione di Penne-Farindola.
- Autostrada dei Parchi (L'Aquila), uscita Assergi, oppure per Isola del Gran Sasso d'Italia.
- Autostrada A25 Roma-Pescara (Torano-Pescara), uscita Castiglione a Casauria/Torre de' Passeri.
- Strada statale 153 della Valle del Tirino (Bussi sul Tirino), uscita Autostrada Torano-Pescara per Bussi, in direzione di Capestrano.

### Treno
- Linea Pescara-Giulianova-Teramo
- Linea Roma-Pescara, poi proseguire con auto oppure autobus in direzione scelta, per L'Aquila o la val Vomano di Teramo.

## Gestione

### Provvedimenti istitutivi e regolamentari
Legge 6 dicembre 1991 nº 394;
Decreti ministeriali 4 dicembre 1992, 4 novembre 1993, 22 novembre 1994;
Decreto del Presidente della Repubblica 5 giugno 1995

### Ente gestore
Ente Parco nazionale Gran Sasso e Monti della Laga con sede all'Aquila, attualmente nella frazione aquilana di Assergi.